# Marsciano
Marsciano (pronuncia Marsciàno) è un comune italiano di 17 936 abitanti della provincia di Perugia in Umbria.
Citato ufficiosamente per la prima volta nell'XI secolo, è il maggior centro della Valnestore e della Media Valle del Tevere; risulta l'11º comune più abitato della regione e il 16º per estensione. Tra i più importanti centri agricolo-industriali dell'Umbria, presenta numerose imprese medio-piccole; è il maggior comune del territorio regionale (tra i primi nel Centro Italia) per la produzione di coppi e laterizi; per questo viene definito "Territorio del laterizio e delle terrecotte".

## Geografia fisica

### Territorio
Il territorio comunale si estende per 161,50 km². Il paesaggio è caratteristico dell'Umbria, con dolci colline, dove sono posizionati numerosi borghi, tra i più suggestivi Badiola, Compignano, Morcella e Spina. Marsciano fa parte della comunità Montana Trasimeno Medio Tevere.

### Idrografia
Il comune di Marsciano è attraversato dai fiumi Nestore e Tevere, che delimita il confine con il comune di Collazzone. Il Nestore divide in due l'intero territorio comunale raccogliendo le acque dei torrenti Caina, Genna, Fersinone, Calvana, Fossatone e Rigo. Inoltre, i torrenti Fersinone e Calvana fungono da confini naturali in più punti con il comune di San Venanzo e la provincia di Terni.

#### L'inondazione del 2012
Il 12 novembre 2012 la cittadina è stata coinvolta in un'alluvione causata principalmente dal fiume Nestore, che ha allagato la zona di Viale Ponte Nestore rendendo impraticabili le strade di accesso alla cittadina per circa 16 ore ed il restante territorio comunale. A nord del territorio marscianese i principali danni sono stati causati dai torrenti Caina e Genna, che hanno inondato le valli omonime. Poi, verso sud i territori maggiormente colpiti sono stati: Mercatello, Compignano e Morcella, dove è stato abbattuto dal Nestore un muro edificato nel 1917. Poi, al confine con il comune di San Venanzo, altri seri danni all'agricoltura sono stati provocati dai torrenti Calvana e Fersinone.

### Clima
Il clima di Marsciano è di tipo temperato sublitoraneo con inverni non eccessivamente freddi (la temperatura media stagionale è di 6,1 °C) ed estati contraddistinte da temperature elevate, ma non torride (luglio, il mese più caldo, presenta un valore medio di poco superiore ai 23 °C). Le piogge, generalmente comprese fra gli 800 e gli 850 mm annui, sono particolarmente abbondanti nei mesi autunnali.
| Marsciano (rilev. a 165 m s.l.m.) | Mesi | Mesi | Mesi | Mesi | Mesi | Mesi | Mesi | Mesi | Mesi | Mesi | Mesi | Mesi | Stagioni | Stagioni | Stagioni | Stagioni | Anno |
| Marsciano (rilev. a 165 m s.l.m.) | Gen  | Feb  | Mar  | Apr  | Mag  | Giu  | Lug  | Ago  | Set  | Ott  | Nov  | Dic  | Inv      | Pri      | Est      | Aut      | Anno |
| --------------------------------- | ---- | ---- | ---- | ---- | ---- | ---- | ---- | ---- | ---- | ---- | ---- | ---- | -------- | -------- | -------- | -------- | ---- |
| T. max. media (°C)                | 8,4  | 10,2 | 13,2 | 17,0 | 21,4 | 26,1 | 29,2 | 28,8 | 25,0 | 19,5 | 13,9 | 9,9  | 9,5      | 17,2     | 28,0     | 19,5     | 18,6 |
| T. media (°C)                     | 5,1  | 6,4  | 9,0  | 12,3 | 16,3 | 20,5 | 23,3 | 23,0 | 19,8 | 15,2 | 10,4 | 6,8  | 6,1      | 12,5     | 22,3     | 15,1     | 14,0 |
| T. min. media (°C)                | 1,9  | 2,6  | 4,8  | 7,6  | 11,3 | 14,9 | 17,4 | 17,2 | 14,7 | 10,9 | 6,9  | 3,7  | 2,7      | 7,9      | 16,5     | 10,8     | 9,5  |
| Precipitazioni (mm)               | 66   | 67   | 64   | 68   | 57   | 58   | 37   | 52   | 75   | 92   | 105  | 85   | 218      | 189      | 147      | 272      | 826  |

## Origini del nome
Il nome odierno di Marsciano deriva da un antico possessore del castello chiamato Martianus o Marcius. Le vicende storiche del castello medioevale si legano strettamente alla famiglia Bulgarelli, primi signori del luogo e per questo, poi, chiamati conti di Marsciano.

## Storia

### Origini ed epoca romana

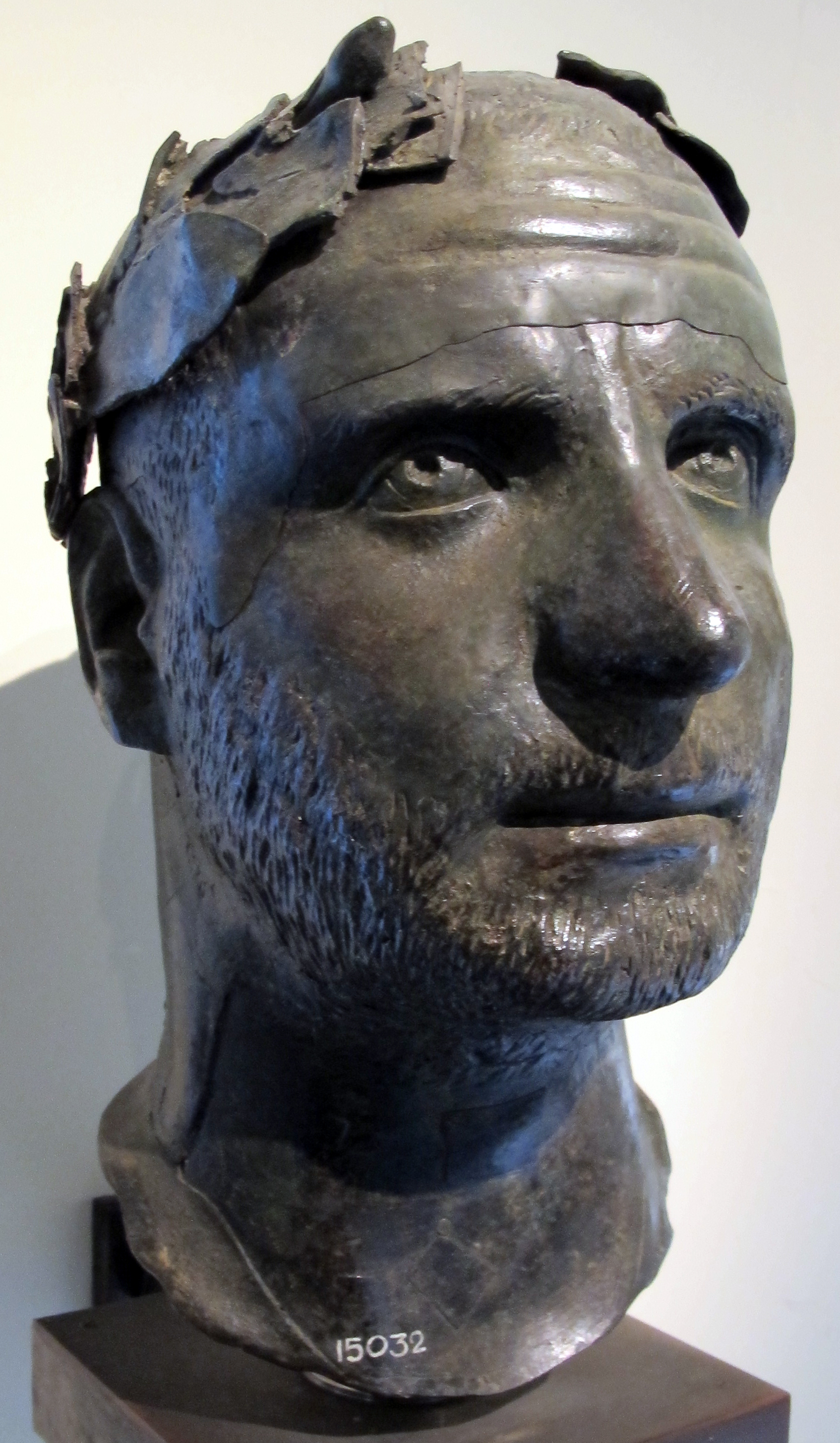
Treboniano Gallo, l'imperatore nato nel territorio comunale marscianese.

Origini certamente molto antiche sono testimoniate dai ritrovamenti fatti nel territorio comunale. Citata in maniera ufficiosa per la prima volta nel 1004, era però un crocevia per gli Etruschi, che avevano abitazioni lungo il Fersinone, le cui acque si credevano altamente rigeneranti per la circolazione. Strade importanti dell'Etruria si snodavano lungo il fiume Nestore ed anche lungo i suoi affluenti Fersinone, Caina e Genna, e nei paesi di Morcella, Cerqueto (dove furono ritrovate urne cinerarie nel 1834), San Valentino della Collina (dove furono rinvenuti oggetti in bronzo e terracotta datati 500 a.C.), Spina, San Biagio della Valle e Villanova (dove furono rinvenute delle anfore risalenti al VI secolo a.C.). Marsciano è nota per aver dato i natali a Treboniano Gallo, nato nella frazione di Monte Vibiano Vecchio, imperatore di Roma dal 251 al 253 d.C.

#### Caduta dell'impero romano
Alla caduta dell'Impero romano d'Occidente, nel 476 d.C., Marsciano cadde come il resto dell'odierna Umbria sotto gli Eruli e poi nel 493 sotto gli Ostrogoti, poi comandati da Giustiniano. La cittadina faceva parte del Corridoio Bizantino (una rotta mercantile e di pellegrinaggio), che partiva dall'amerino, per arrivare nell'eugubino ed il territorio di Marsciano era una zona centrale per il passaggio dei bizantini, e nel 568, i Longobardi, che comandavano la Pianura Padana, la Toscana, Spoleto e Benevento, si vennero a contrapporre con i Bizantini nella Valnestore, poco a valle dell'abitato di Morcella. Per il Ducato Bizantino il Castello di Sant'Apollinare era di vitale importanza per sorvegliare i territori. Forse la cittadina è stata menzionata anche come accampamento nell'epoca carolingia, (750-880 d.C.), Marsciano è stata a lungo contesa tra Todi e Perugia, ma nel Duecento i Bulgarelli affiliati con i perugini salirono al comando e in maniera pacifica rimase sotto il dominio di Perugia.

### Il Medioevo
Marsciano, intorno all'anno mille fu feudo del casato longobardo dei Bulgarelli. Verso la fine del 1200 venne da questi ceduta a Perugia al fine di cercarne protezione dalla vicina minacciosa Todi. In quel tempo venne così considerata la sentinella avanzata dei perugini a protezione contro Orvieto e contro Todi.
Nei secoli successivi, molti dei Baglioni del nobile casato perugino ricoprivano cariche di potere a Marsciano, facendo assumere alla famiglia una posizione eminente nella vita cittadina. Uno di questi, forse l'esponente più noto e controverso della famiglia, era Giampaolo Baglioni, signore di Perugia, conte di Spello e di Bettona. Cognato del noto condottiero Bartolomeo D'Alviano, che ne aveva sposato la sorella Pentasilea Baglioni, Gian Paolo a soli 18 anni, su pressioni del padre Rodolfo Baglioni, contrasse matrimonio con Ippolita dei Conti di Graffignano, di antichissima famiglia romana, che all'epoca risiedeva in quel castello dell'Alto Lazio.
Temibile uomo d'armi e affascinante seduttore, nel luglio del 1500 scampò al tentativo d'assassinio delle “Nozze Rosse” di Perugia, durante le quali Carlo di Oddo, detto il Barciglia, condusse una congiura di nobili per assassinare i membri della famiglia Baglioni. Nella notte tra il 14 e il 15 luglio 1500 proprio in Perugia vi fu un fatto di sangue che destò clamore. I Baglioni vennero infatti travolti da una terribile faida di famiglia allorquando in Perugia, durante le nozze della bellissima Lavinia Colonna con Astorre Baglioni, la maggior parte di loro venne trucidata da una congiura capeggiata da alcuni parenti, tra i quali il Grifonetto.
Gian Paolo, allora ventinovenne, raggiunto nella sua camera ove stava dormendo, si salvò grazie ad una sua guardia intervenuta subito in protezione, fuggendo per i tetti, riparandosi poi in Marsciano, ove i Baglioni erano molto amati, e ivi si riorganizzò rapidamente con uomini d'arme a lui fedeli. La sua vendetta si abbatte sul nipote Grifonetto dopo pochissimo tempo, facendolo uccidere dai suoi soldati davanti all'Ospedale della Misericordia di Perugia. Gian Paolo condurrà una vita avventurosa ed irta di pericoli, sfuggirà a tranelli tesi da personaggi dello spessore di Cesare Borgia “Il Valentino”, ma il suo destino lo aspetterà a Roma, in Castel Sant'Angelo. I congiurati Carlo Baglioni detto il Barciglia, Girolamo degli Arcipreti, Girolamo Armanni e i figli di Vinciolo della Corgna, intimoriti dalla furia irrefrenabile del loro consanguineo, grande conoscitore dell'arte della guerra, fuggirono da Perugia.
Nel gennaio del 1504 il Consiglio dei Priori di Perugia, quale riconoscimento per l'aiuto dato da Marsciano ai Baglioni, conferì ai marscianesi la cittadinanza perugina, perennemente estensibile, a tutti i figli e discendenti.
Nell'anno 1520, Papa Leone X aveva formalmente inviato Gian Paolo Baglioni a Roma per un colloquio chiarificatore riguardante il precario ordine pubblico di Perugia ove gli omicidi erano all'ordine del giorno. Il fiuto e la conoscenza delle insidie della complessa politica di allora lo aveva reso diffidente e rifletté a lungo prima di decidersi di incontrare il pontefice. I suoi sospetti si erano rivelati fondati ed appena giunto in Roma, Leone X lo aveva fatto arrestare. Dopo alcuni giorni a seguito di un rapido processo, lo aveva fatto decapitare in un insolito orario notturno.
A distanza di mezzo millennio possiamo ancor oggi osservare i volti dei protagonisti della faida “Le nozze rosse”. La madre di Grifonetto Atalanta Baglioni, infatti, nel 1505 commissionerà la bellissima “Pala Baglioni” a Raffaello Sanzio (Esposta a Roma Galleria Borghese) che riprodurrà i volti dei personaggi coinvolti nella vicenda di odio, gelosia e potere. A sinistra osservando il dipinto, Gian Paolo Baglioni trattiene il Cristo sul lenzuolo, a destra l'aitante Grifonetto che lo afferra a sua volta, al centro la Madonna ha il volto di Atalanta Baglioni e Maria Maddalena ha le sembianze della bella Zenobia Baglioni.

### Il Rinascimento
Durante il Rinascimento la cittadina rimase pacificamente sotto al controllo di Perugia, e quindi sotto allo stato Pontificio.

### Dal 1600 all'età moderna
Rimasta sempre sotto al controllo pontificio, e alleata di Perugia. Fu attaccata da Mattia dè Medici nel 1643. I borghi che subirono l'attacco furono Castiglione della Valle, San Biagio della Valle e Morcella. Nel corso del secolo (1630) fu colpita dalla peste, che decimò la popolazione. Durante Settecento ed Ottocento conobbe un'espansione significativa, infatti furono eretti il Palazzo comunale e il palazzo di Conti Pietromarchi, nuova famiglia emergente, che sostituì i Baglioni ed i Bulgarelli. Il reticolo stradale intorno alla cittadina venne ampliato e nel 1837 già contava circa 8 000 abitanti.

### Il novecento
Il XX secolo è stato segnato prima dalla grande caduta economica, sociale e culturale, tra il 1914 ed il 1945. A partire dal Secondo dopo-guerra conobbe un periodo di prosperità ed espansione a cavallo tra gli anni '60 e '70. Nel corso della Grande Guerra persero la vita al fronte 398, tra fanti, sottoufficiali e ufficiali provienenti dal territorio comunale. Durante il fascismo Marsciano cadde in una cupa repressione. Il passaggio del fronte, e conseguentemente la Liberazione dall'occupazione nazista avvenne il 17 giugno 1944. Il Comitato di Liberazione Nazionale nominò sindaco il socialista Domenico Briziarelli, che si era distinto nella lotta partigiana marscianese. Dopo l'armistizio di Cassibile, Marsciano fu pesantemente colpita dai bombardamenti da parte delle forze dell'Asse. Lungo il corso del Nestore furono rinvenute nel corso degli anni '70 e '80 molte Mine anti-uomo da parte degli agricoltori. Dopo la resa nazi-fascista Marsciano conobbe a partire dagli anni '60 un periodo di forte crescita economica e demografica, che si è protratto fino alla Crisi finanziaria del 2008. Dopo essersi risollevata negli anni 2010 nel 2020 a causa della pandemia per COVID-19, che ha provocato nel territorio comunale la morte di 49 persone, l'economia soffre attualmente una fase di stagnazione.

#### I Fratelli Ceci
Il 28 marzo 1944 tre coloni provenienti dalla frazione di Montelagello vennero trucidati dal regime fascista per renitenza alla leva. Colpevole di codesto crimine il Bando Graziani, voluto per attanagliare il popolo italiano ormai stremato e consapevole dell'imminente sconfitta. Ulisse (1923), Armando (1918) e Giuseppe (1925) Ceci vennero giustiziati presso la cinta muraria del cimitero di Marsciano alle ore 16 del 28 marzo 1944 davanti agli occhi dei genitori, dei fratelli e dell'intera cittadinanza marscianese dopo un processo farsa iniziato il 25 marzo al Tribunale di Perugia e conclusasi il 28 marzo al Palazzo Comunale di Marsciano. Dopo la tragica fucilazione dei tre giovani la popolazione insorse e ci furono disordini che si conclusero con diversi feriti. Il 5 aprile 1945 le spoglie mortali dei tre ragazzi vennero traslate dal cimitero di Marsciano a quello di Mercatello con un'imponente partecipazione della cittadinanza. Da allora ogni 28 marzo la Giunta Comunale li ricorda nel luogo della fucilazione e dove i fratelli Ceci riposano. Dal 28 marzo 1984, in occasione del 40º anniversario dalla loro fucilazione, l'allora sindaco Luciano Capuccelli commissionò la costruzione di una statua in onore dei fratelli Ceci, vittime della barbaria fascista. Il monumento è collocato a lato del Palazzo Comunale.

### Simboli

Lo stemma comunale.

Lo stemma araldico di Marsciano raffigura il Castello (si tratta nello specifico di una torre con tre torricelle a merlatura ghibellina) con due grifoni armati di spada, e, al di sotto vi è il Ponte di Marsciano sul fiume Nestore. Al di sopra del castello sono raffigurati i tre gigli, simbolo dei Bulgarelli, signori di Marsciano per mezzo millennio. Lo stemma è timbrato dalla corona muraria di comune e adornato da un ramo di alloro e da uno di quercia.
Il gonfalone è un drappo troncato di azzurro e di rosso.

## Monumenti e luoghi d'interesse

### Architetture religiose
- Chiesa di San Giovanni Battista, chiesa parrocchiale, citata già nel 1136. Così come la vediamo oggi risale alla costruzione e alla consacrazione del 17 ottobre 1896, dal vescovo di Perugia Dario Matteo Gentili. All'interno della chiesa a tre navate vi è la tomba del cardinale Francesco Satolli, e sopra ad essa vi è un affresco raffigurante la Madonna col Bambino con ai lati san Francesco e sant'Antonio. Alla destra dell'altare vi è un crocifisso ligneo del Trecento, c'è inoltre un tabernacolo Settecentesco di noce. Poi vi è una tela del 1831 di Vincenzo Chialli ed il campanile Ottocentesco con orologio meccanico, alto circa 15 metri. Vi è il Palazzo Comunale, di epoca Ottocentesca, e al lato sinistro del palazzo sorge il monumento ai fratelli Ceci, trucidati dal regime fascista, e, a ricordo la popolazione marscianese con il patrocinio del comune nel 1984 fece il monumento, di fronte si trova il Palazzo Pietromarchi, del Trecento. Vi si trova poco più a nord la chiesa di San Francesco, dove vi erano i frati minori nel XIII secolo.
- Chiesa di San Valentino, parrocchiale nella frazione di San Valentino della Collina.
- Chiesa di San Silvestro, parrocchiale nella frazione di Morcella.

### Altre architetture
Tra il centro storico e la chiesa di San Francesco sorge, in piazza Carlo Marx, il monumento ai caduti della Grande Guerra. Le vittime del conflitto nel territorio furono circa 400. Nel 2002 è stato aperto al pubblico il Museo dinamico del laterizio e delle terrecotte, con sede nel Palazzo Pietromarchi.
Marsciano annovera tre torri medioevali: la Torre Bolli (1217), la Torre Boccali (1228) e la Torre di Porta Vecchia (1271), completamente ristrutturata.

## Tradizioni e folclore

### Festa del Santo Patrono
Il 24 giugno di ogni anno, in occasione della festa di San Giovanni Battista, patrono di Marsciano, si prepara la tradizionale "acqua odorosa di San Giovanni"; ottenuta dal miscuglio in acqua di fiori di campo con rugiada. Altra tradizione remota ed appartenente all'epoca medievale è il palio delle botti. Fino al 2011, anno in cui questo Palio di San Giovanni è tornato in auge, questo evento faceva parte solo di qualche scritto, remoto, appartenente al Trecento. Quindi nel 2011 la Pro Loco, con il patrocinio del Comune di Marsciano, ha ridato vita al suggestivo "Palio delle botti di San Giovanni" al quale partecipano gli 8 rioni che compongono Marsciano:
- Ammeto (gialloblù)
- Centro (biancogiallo)
- Cerro (rossoarancio)
- Ponte (biancazzurro)
- San Francesco (gialloverde)
- Schiavo (neroarancio)
- Tripoli (biancoamaranto)
- Via Larga (biancorosso).

I sopraelencati rioni si sfidano ogni anno in occasione della festa di San Giovanni per le vie del centro storico marscianese. Dal 2020 al 2022 l'evento è stato annullato a causa della pandemia di Covid-19. I rioni ad essersi aggiudicati il palio sono:
- Tripoli 5 (2014,2015,2016,2017,2024)
- Via Larga 4 (2013,2018,2019,2023)
- Ponte 2 (2011,2012)
- Ammeto 1 (2025).

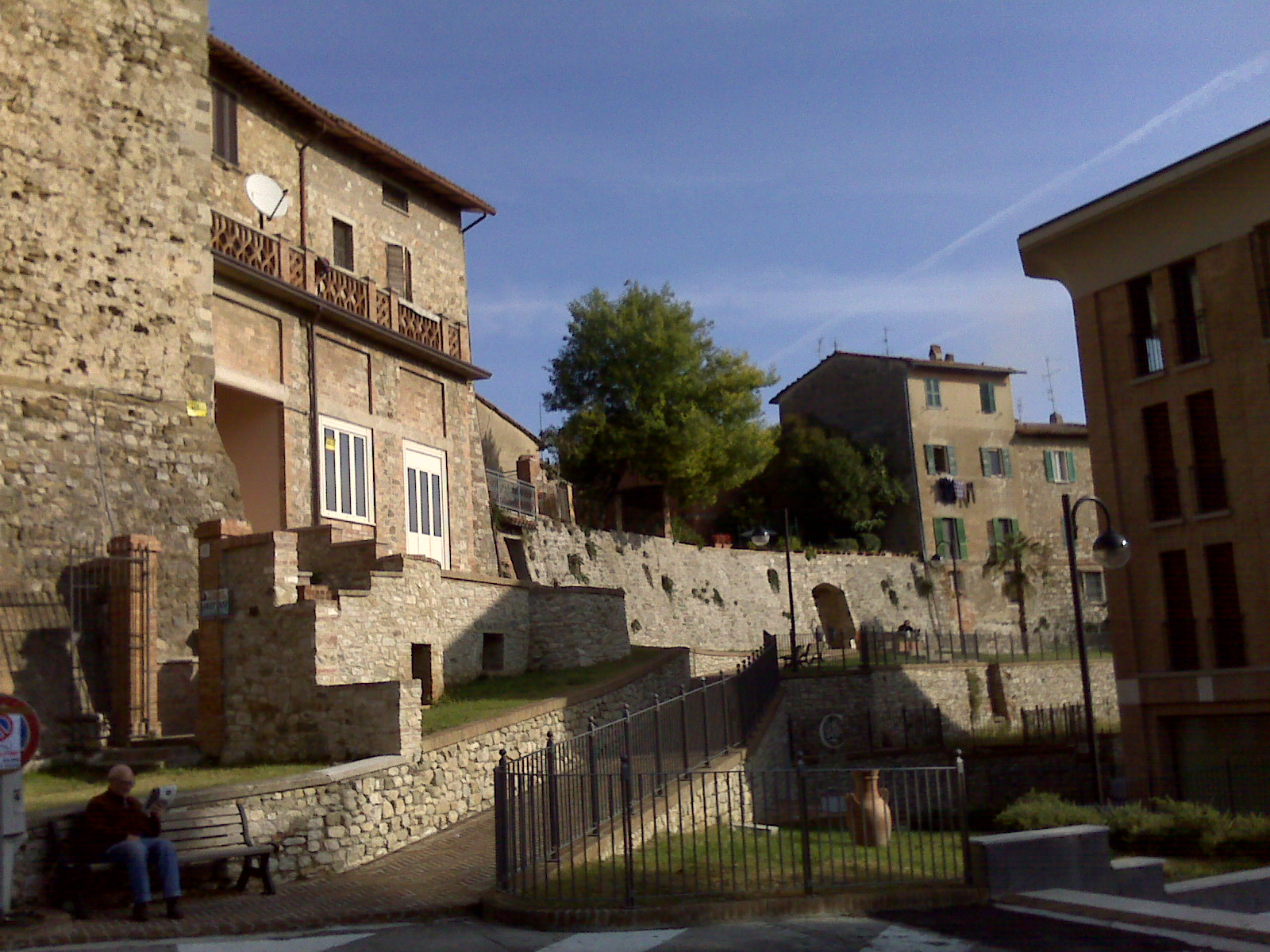
Cinta muraria.
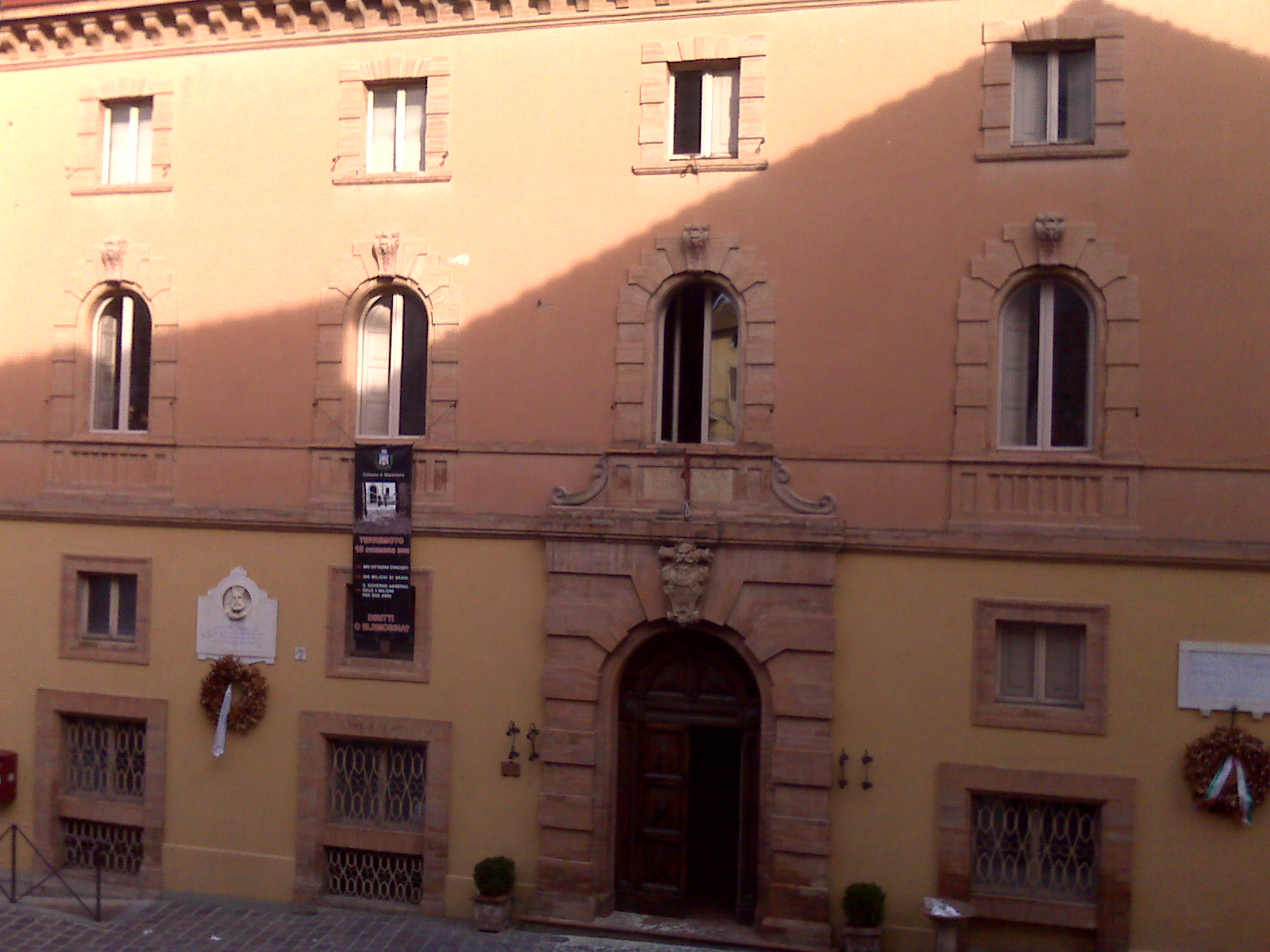
Palazzo Comunale.
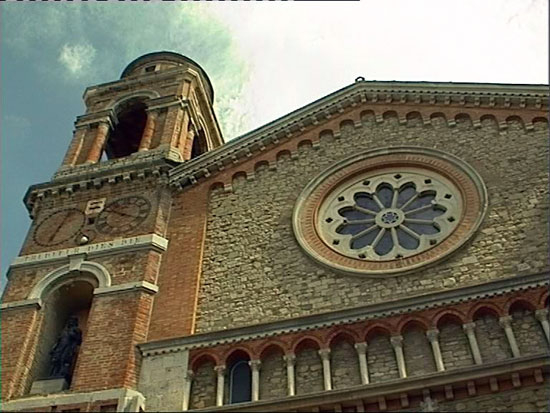
Chiesa parrocchiale di San Giovanni Battista.
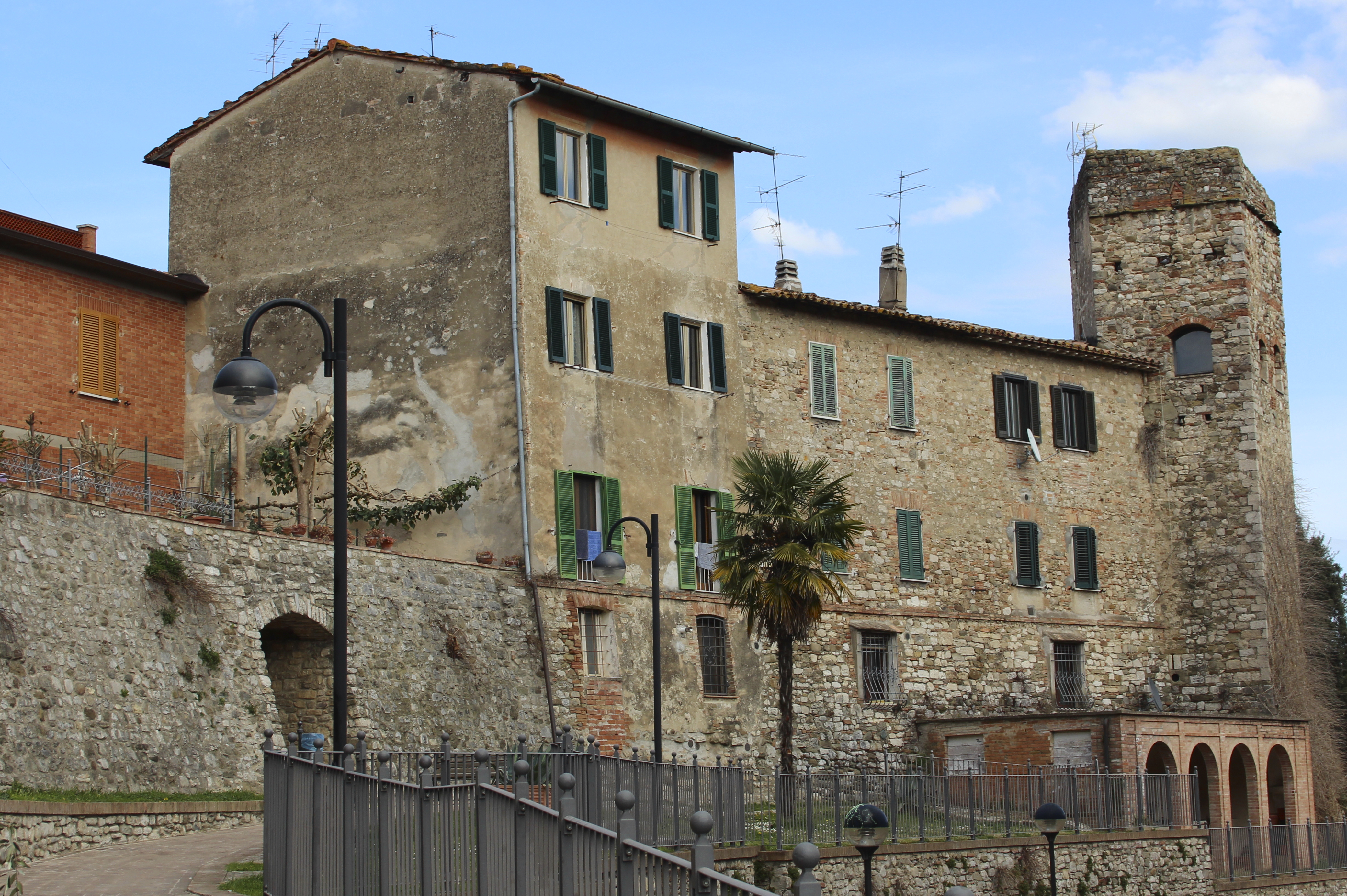
Torre Boccali.
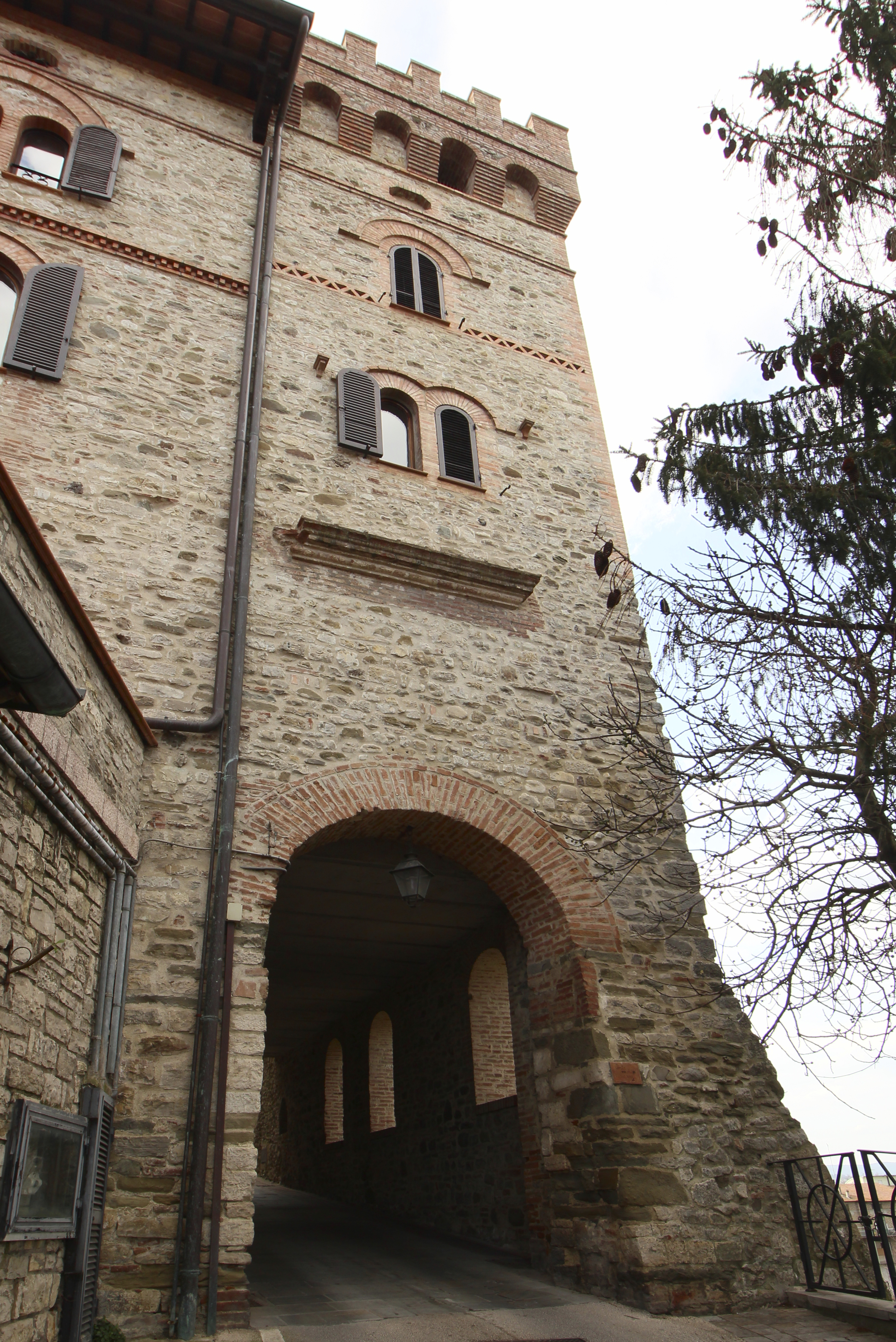
Porta Vecchia.
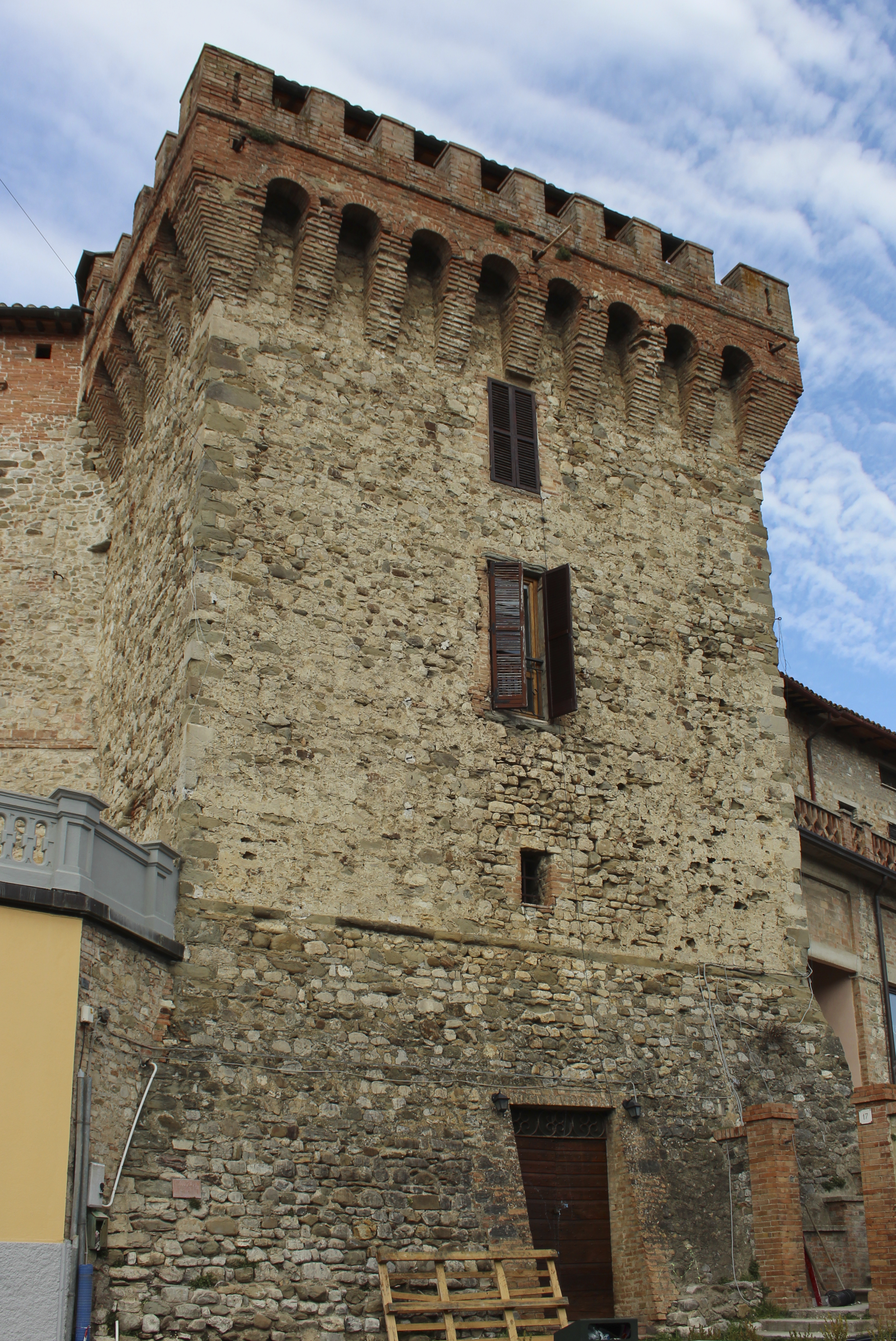
Torre Bolli.
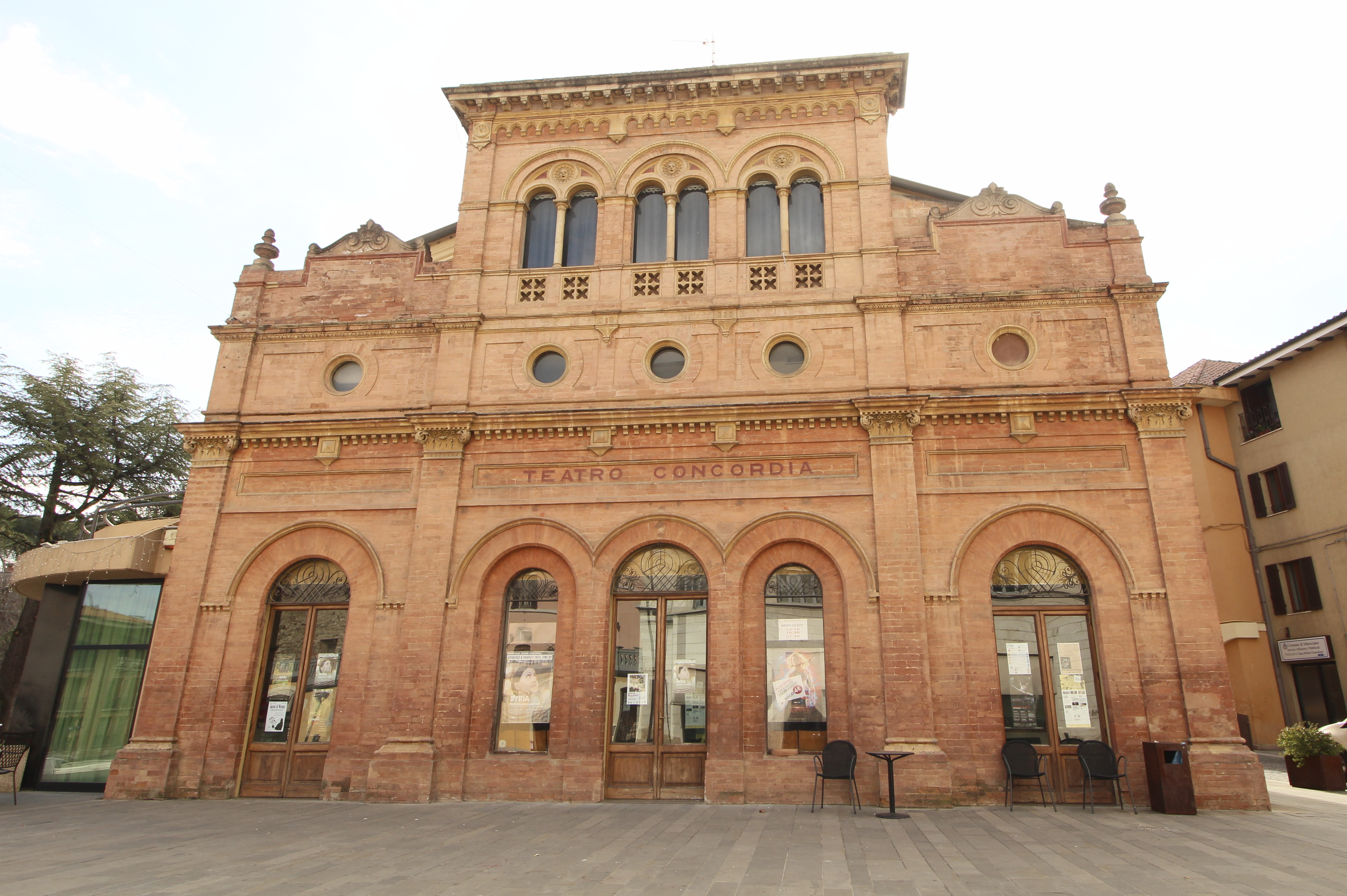
Teatro Concordia.
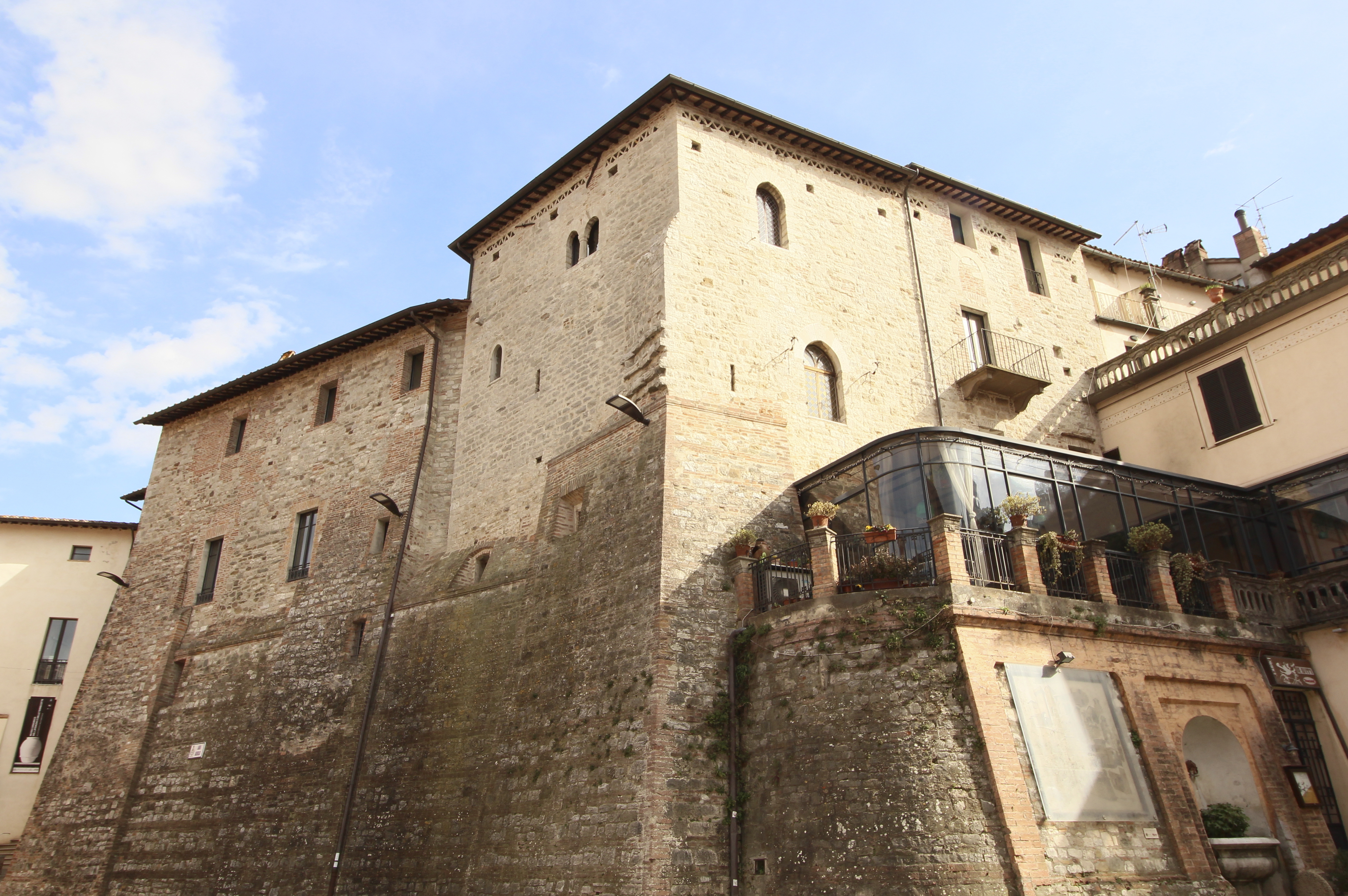
Palazzo Pietromarchi.
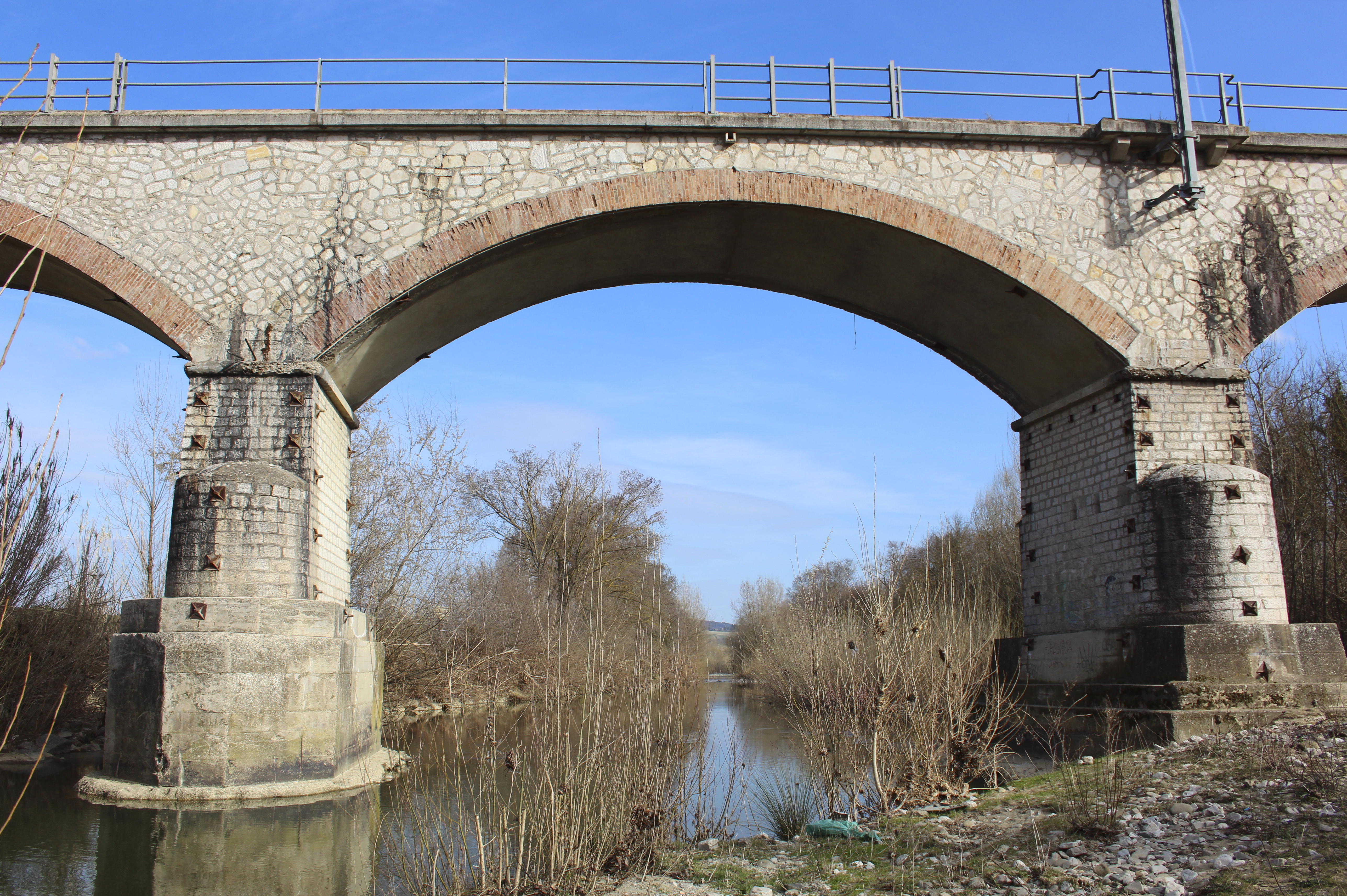
Ponte sul Nestore.
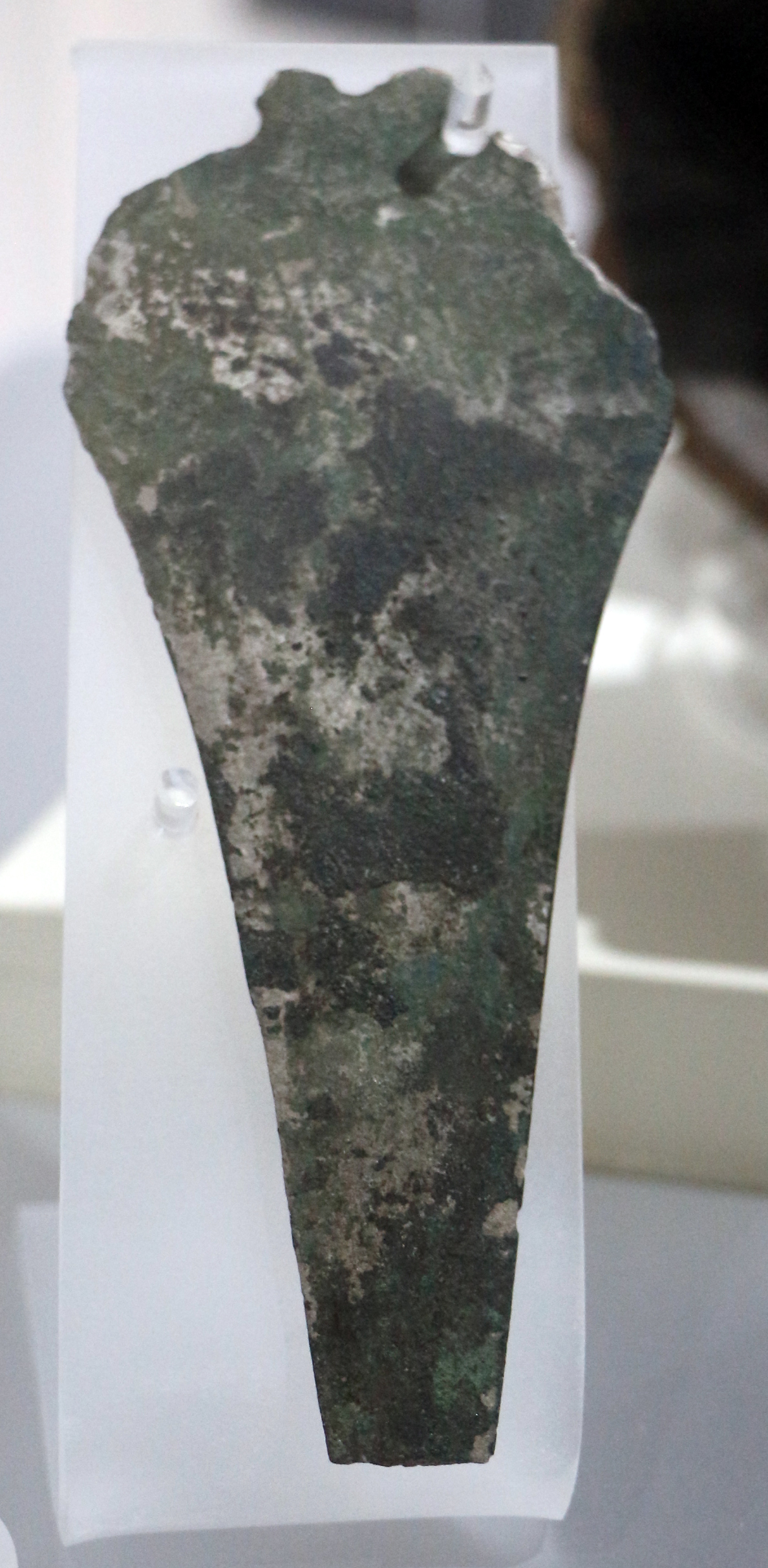
Reperto dell'età del bronzo, rinvenuto lungo il torrente Fersinone.

## Società

### Evoluzione demografica
Abitanti censiti

### Etnie e minoranze straniere
Al 31 dicembre 2023 la popolazione straniera è di 2 180 persone, pari all'11,97% dei residenti.

#### Censimento 31 dicembre 1861
Questo il quadro al Primo censimento del neonato Regno d'Italia:
| POS. | Località                | Abitanti | POS. | Località                    | Abitanti |
| ---- | ----------------------- | -------- | ---- | --------------------------- | -------- |
| 1    | Marsciano               | 1.581    | 11   | San Valentino della Collina | 349      |
| 2    | Papiano                 | 1.046    | 12   | Sant'Apollinare             | 273      |
| 3    | Cerqueto                | 894      | 13   | Pieve Caina                 | 270      |
| 4    | Castello delle Forme    | 786      | 14   | Migliano                    | 237      |
| 5    | Spina                   | 650      | 15   | Ammeto                      | 235      |
| 6    | San Biagio della Valle  | 569      | 16   | Olmeto                      | 215      |
| 7    | Castiglione della Valle | 486      | 17   | Sant'Elena                  | 197      |
| 8    | Mercatello              | 437      | 18   | Badiola                     | 188      |
| 9    | Morcella                | 400      | 19   | Montelagello                | 91       |
| 10   | Villanova               | 395      | 20   | Monte Vibiano               | 72       |

## Cultura

### Istruzione

#### Scuole
Oltre ad avere scuole materne e primarie di I e II circolo, Marsciano ha la scuola secondaria di I grado "Brunone Moneta" che si divide in tre edifici, il primo presente in Marsciano, il secondo nella frazione di Cerqueto ed il terzo a Spina. Marsciano ha anche un istituto superiore importante, il Liceo Scientifico "Luigi Salvatorelli", che si colloca adiacentemente alla scuola media "Brunone Moneta", e lì sono presenti anche l'istituto commerciale e professionale.

## Geografia antropica

### Cimiteri
Marsciano conta 13 cimiteri, il maggiore nel capoluogo comunale, poi vi sono altri 12 cimiteri sparsi per il territorio, i maggiori dei quali a Cerqueto e Spina, dove ci sono dei danni provocati dal terremoto del dicembre 2009.

#### Elenco cimiteri
I 13 cimiteri presenti nel territorio comunale elencati a partire dal più grande:
- Marsciano
- Spina
- Cerqueto
- Papiano
- San Biagio della Valle
- Castiglione della Valle
- Villanova
- Mercatello
- Morcella
- Badiola
- Castello delle Forme
- Migliano
- Compignano

### Frazioni

Territorio comunale di Marsciano e reticolo stradale.

| POS. | Località                    | Residenti | Superficie | Densità |
| ---- | --------------------------- | --------- | ---------- | ------- |
| 1    | Spina                       | 788       | 9,2        | 85,6    |
| 2    | Cerqueto                    | 660       | 8,3        | 79,6    |
| 3    | San Biagio della Valle      | 635       | 8,6        | 73,8    |
| 4    | Castiglione della Valle     | 525       | 6,6        | 79,5    |
| 5    | Villanova                   | 390       | 4,7        | 82,8    |
| 6    | Morcella                    | 314       | 6,7        | 46,8    |
| 7    | San Valentino della Collina | 313       | 4,8        | 65,2    |
| 8    | Papiano                     | 310       | 11,5       | 26,9    |
| 9    | Badiola                     | 294       | 3,7        | 79,5    |
| 10   | Olmeto                      | 199       | 5,6        | 35,5    |
| 11   | Mercatello                  | 170       | 4          | 42,5    |
| 12   | Compignano                  | 162       | 4,2        | 38,6    |
| 13   | Castello delle Forme        | 147       | 5          | 29,4    |
| 14   | Migliano                    | 123       | 21         | 5,9     |
| 15   | Sant'Apollinare             | 58        | 4,2        | 13,8    |
| 16   | Pieve Caina                 | 44        | 3,5        | 12,6    |
| 17   | Sant'Elena                  | 39        | 2          | 19,5    |
| 18   | Monte Vibiano Vecchio       | 9         | 12,4       | 0,7     |
| 19   | Montelagello                | 0         | 5,9        | 0       |
|      | Totale                      | 5.180     | 131,9      | 39,2    |

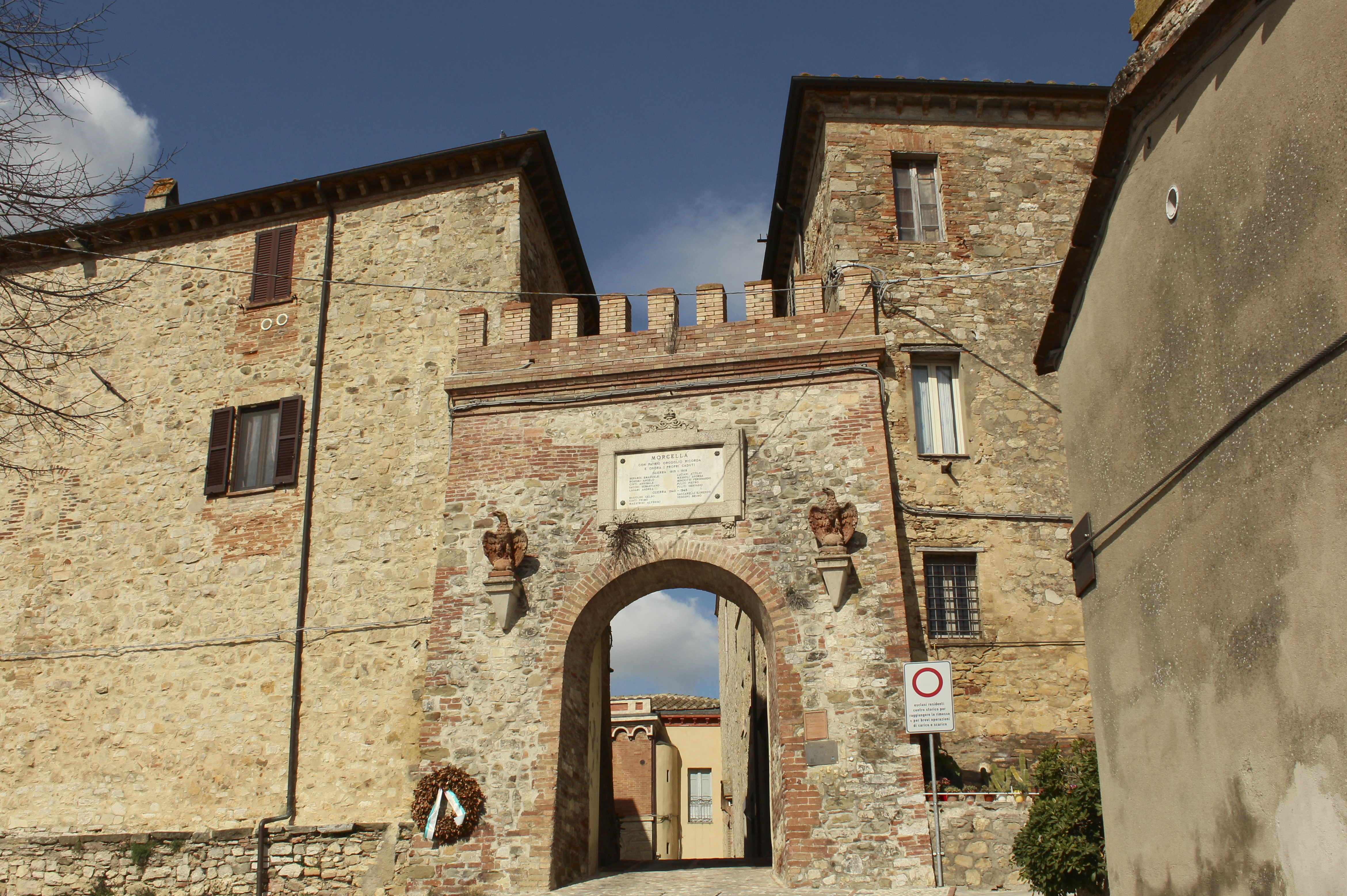
Morcella.
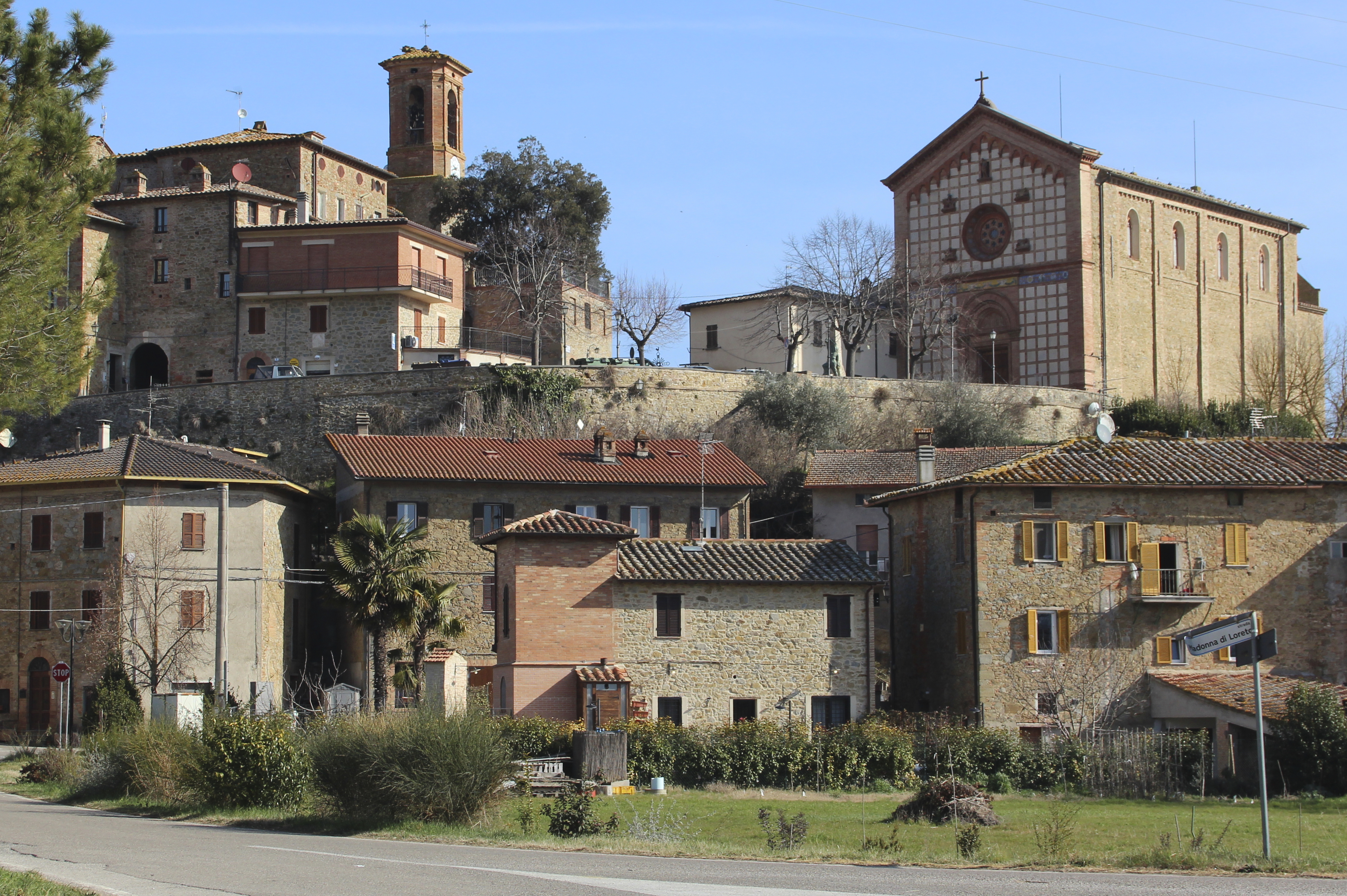
Castiglione della Valle.
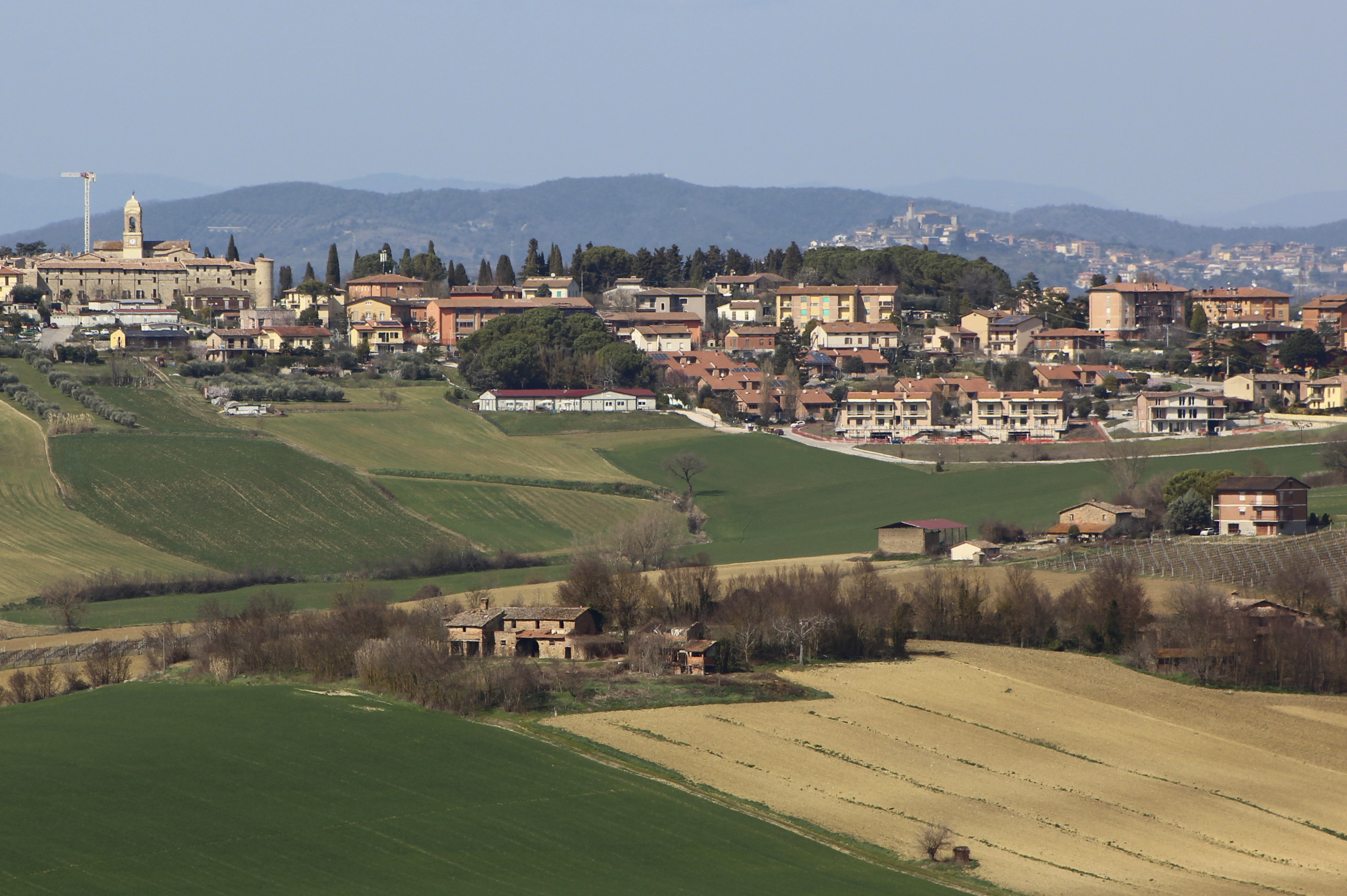
Spina.
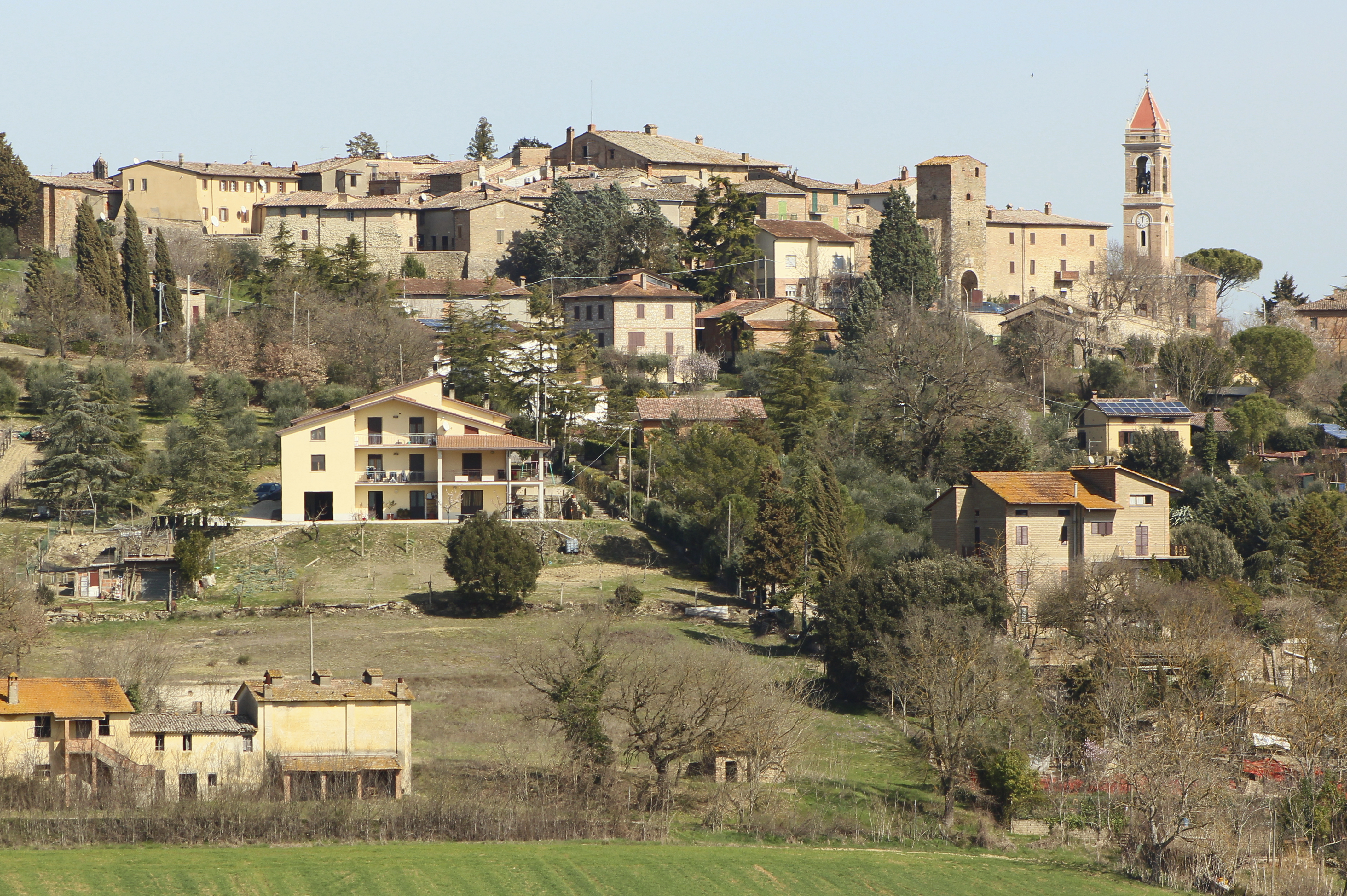
Compignano.
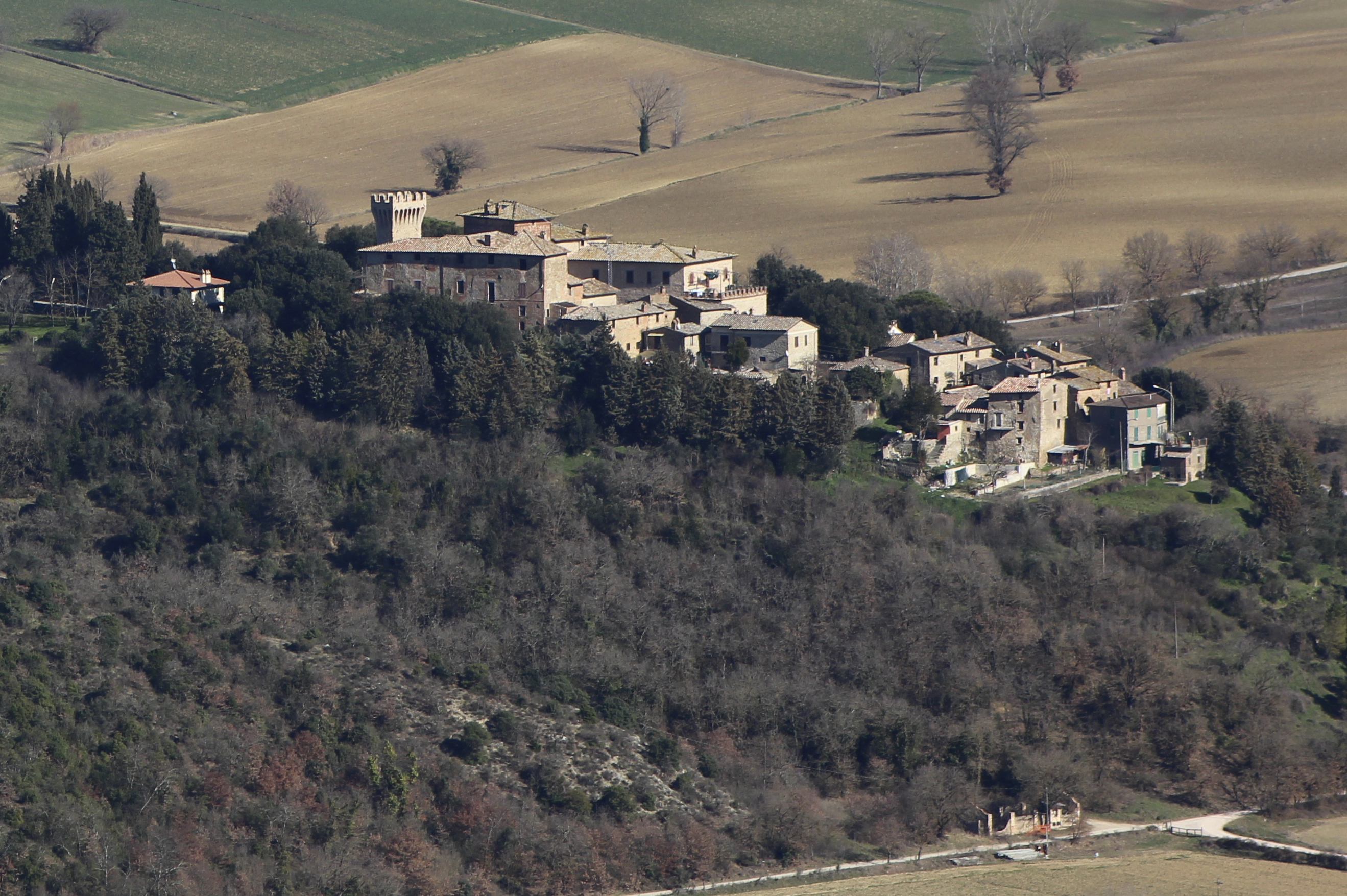
Sant'Apollinare.
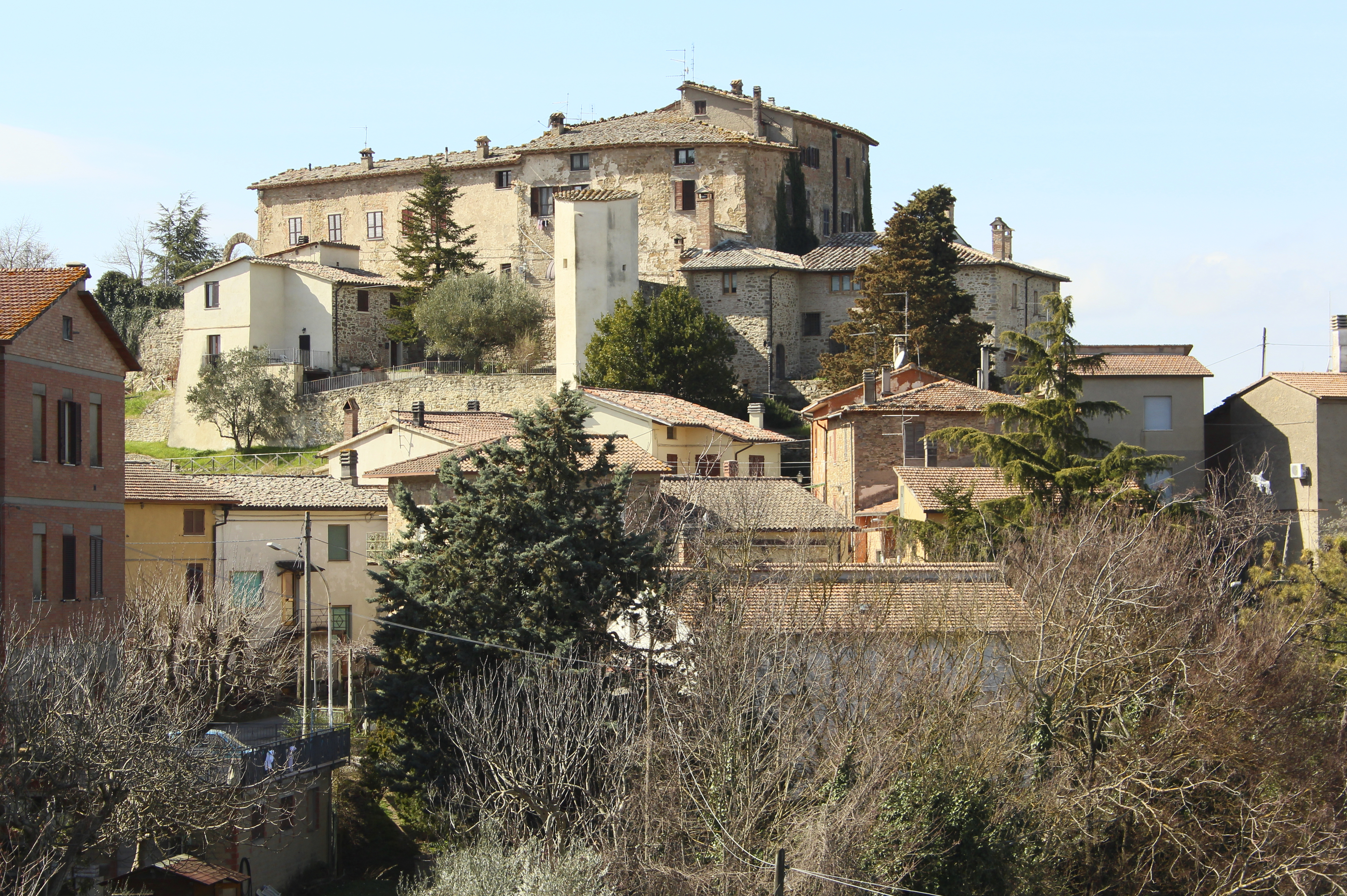
Migliano.
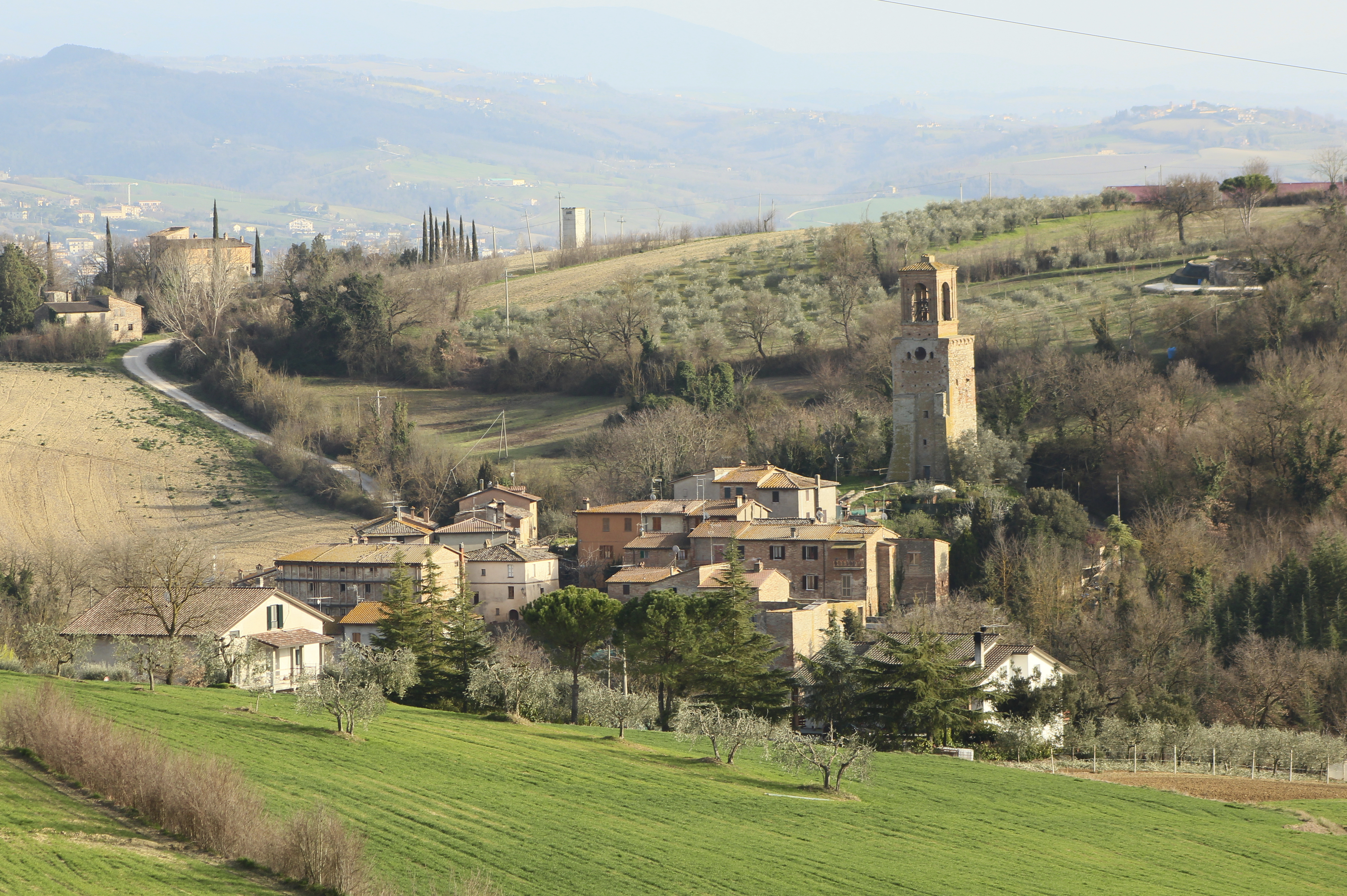
Papiano.
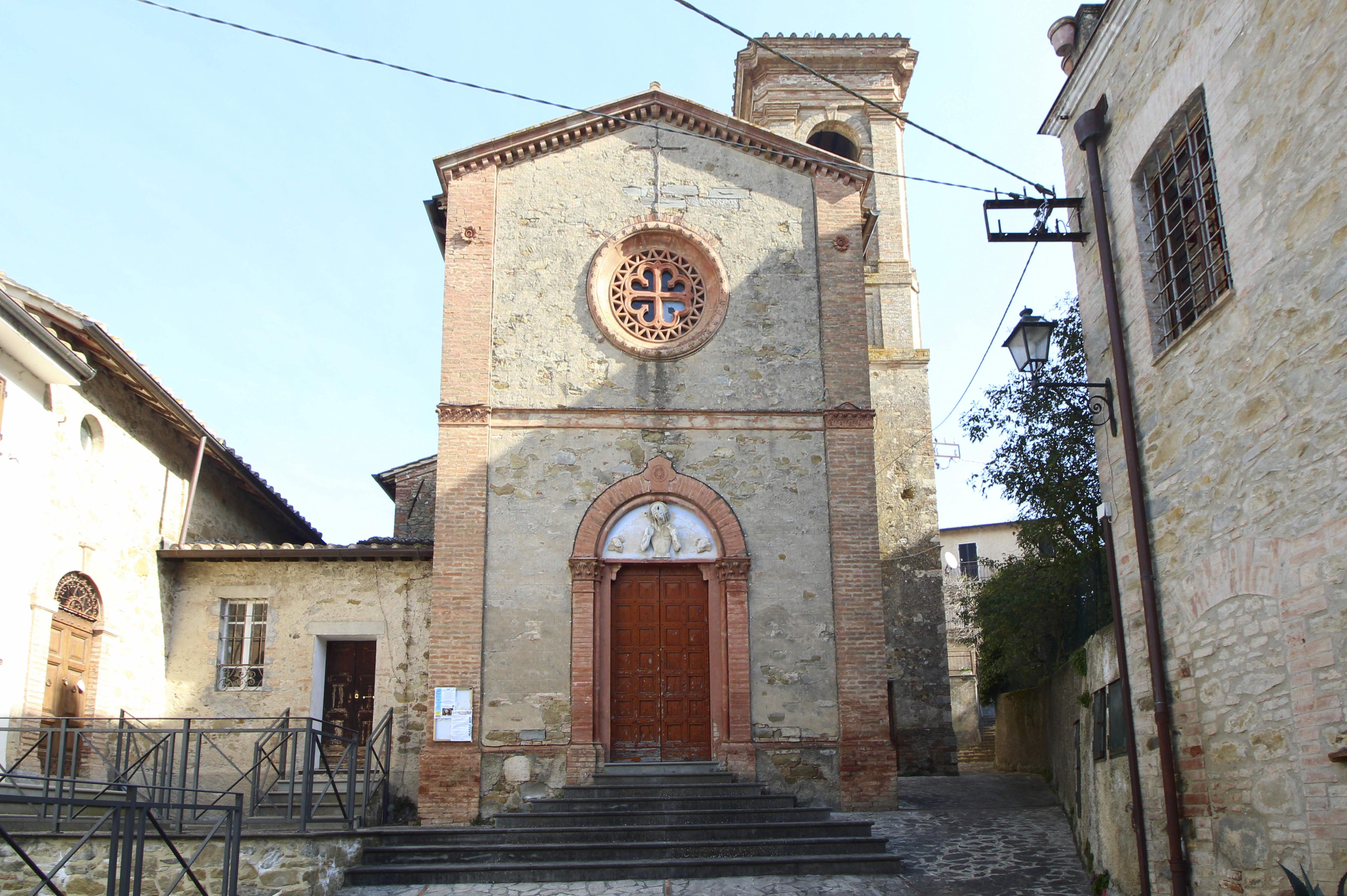
Pieve Caina.
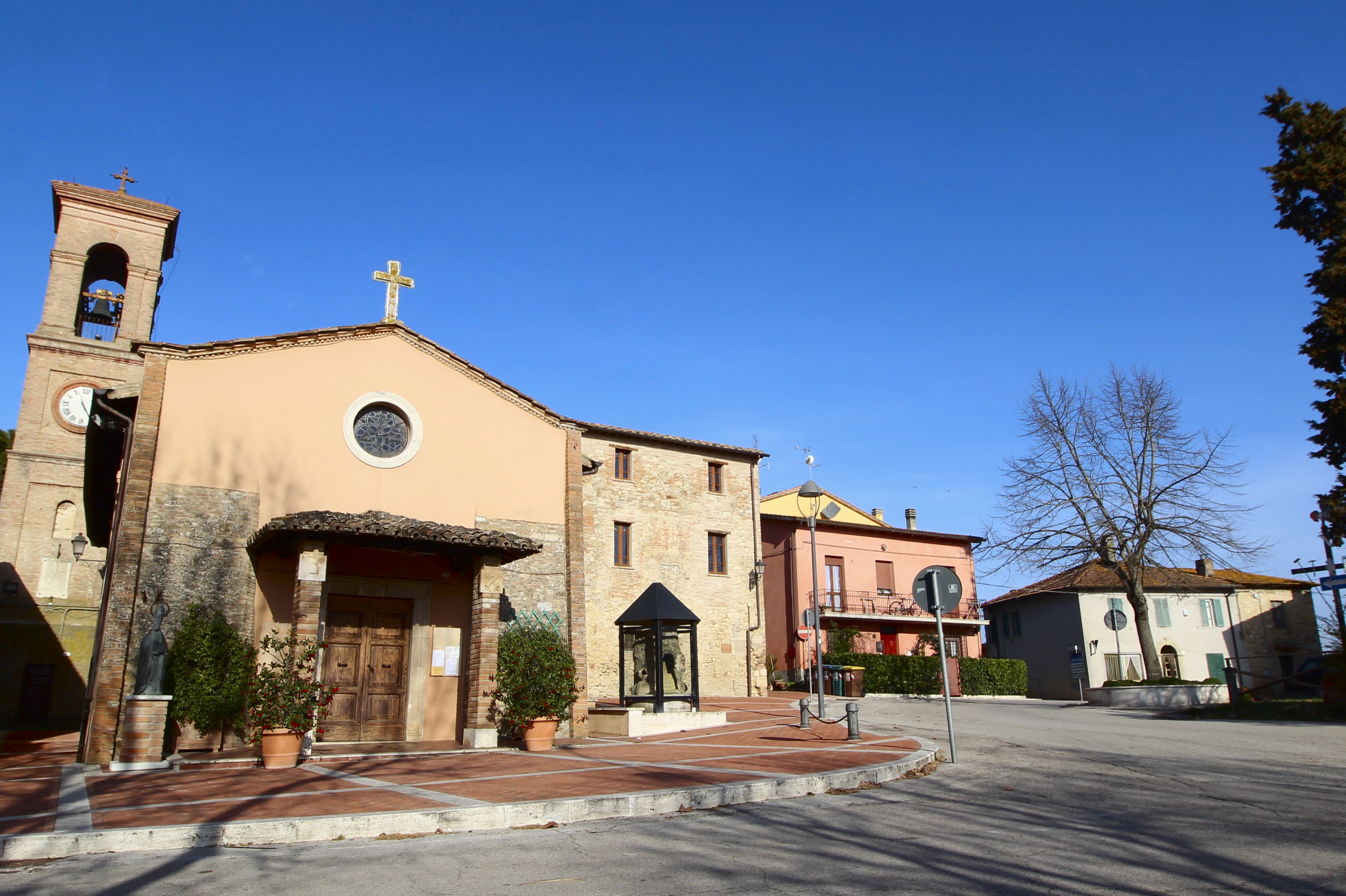
Badiola.
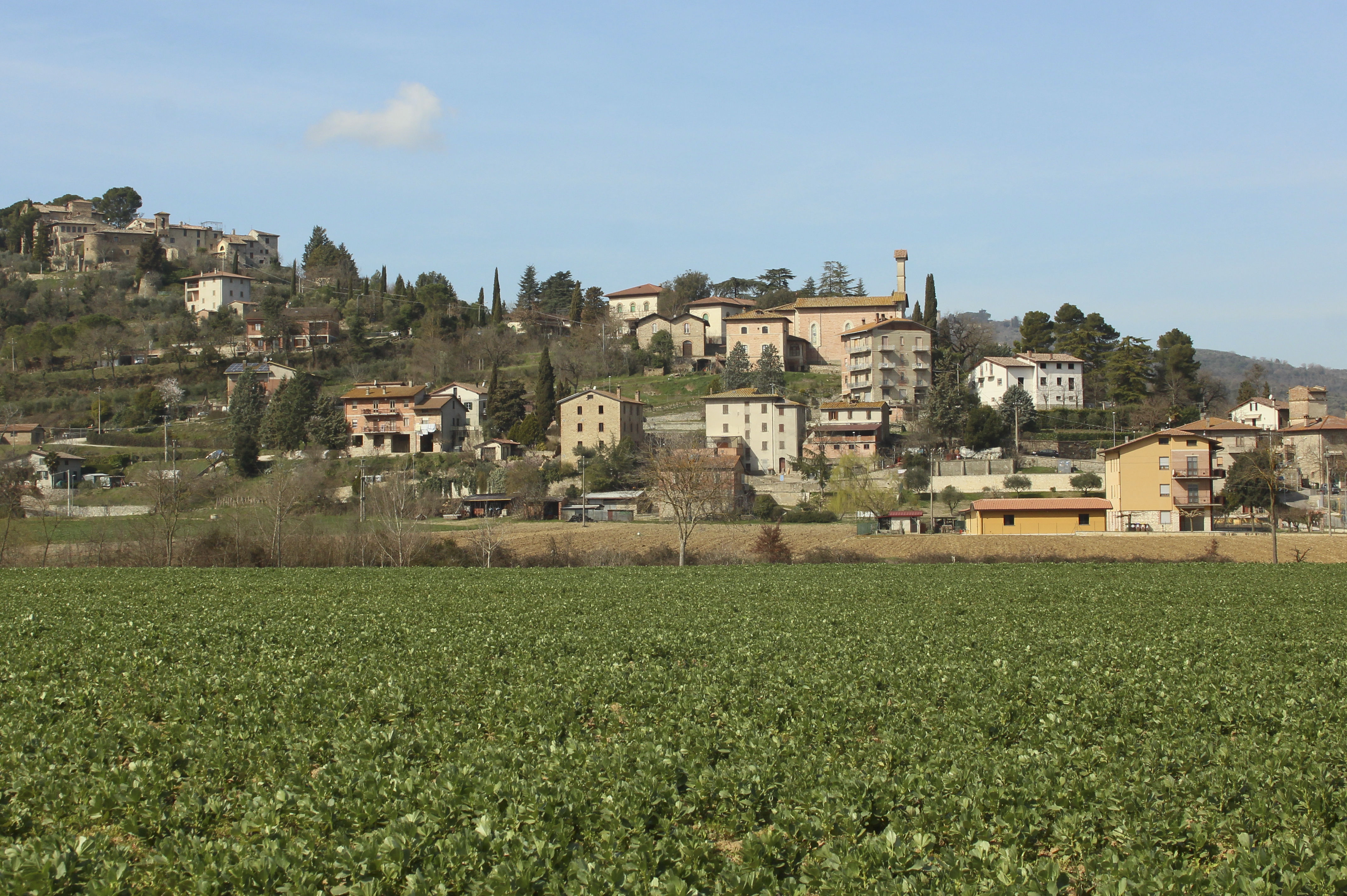
Mercatello.
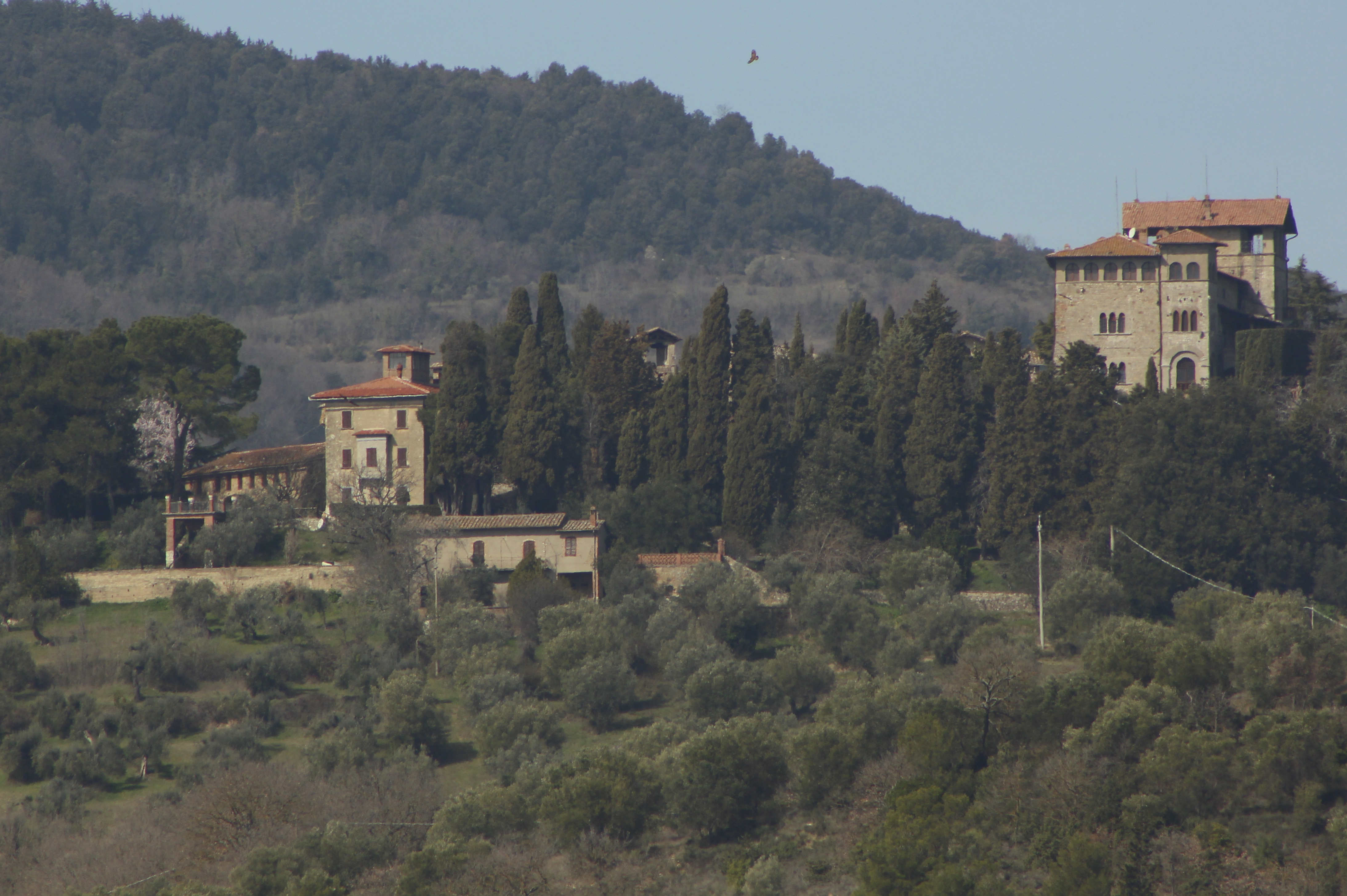
Monte Vibiano Vecchio.
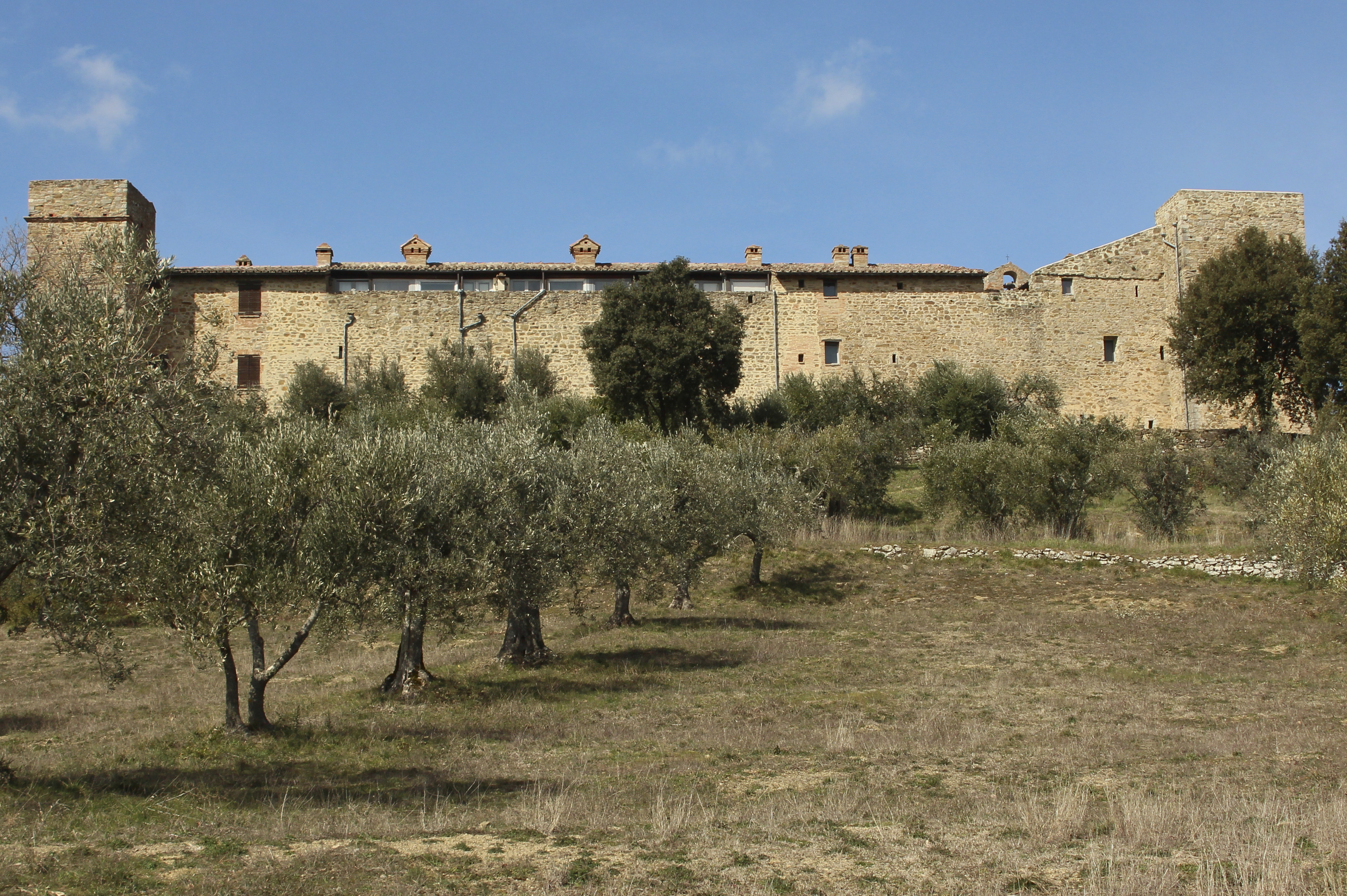
Montelagello.
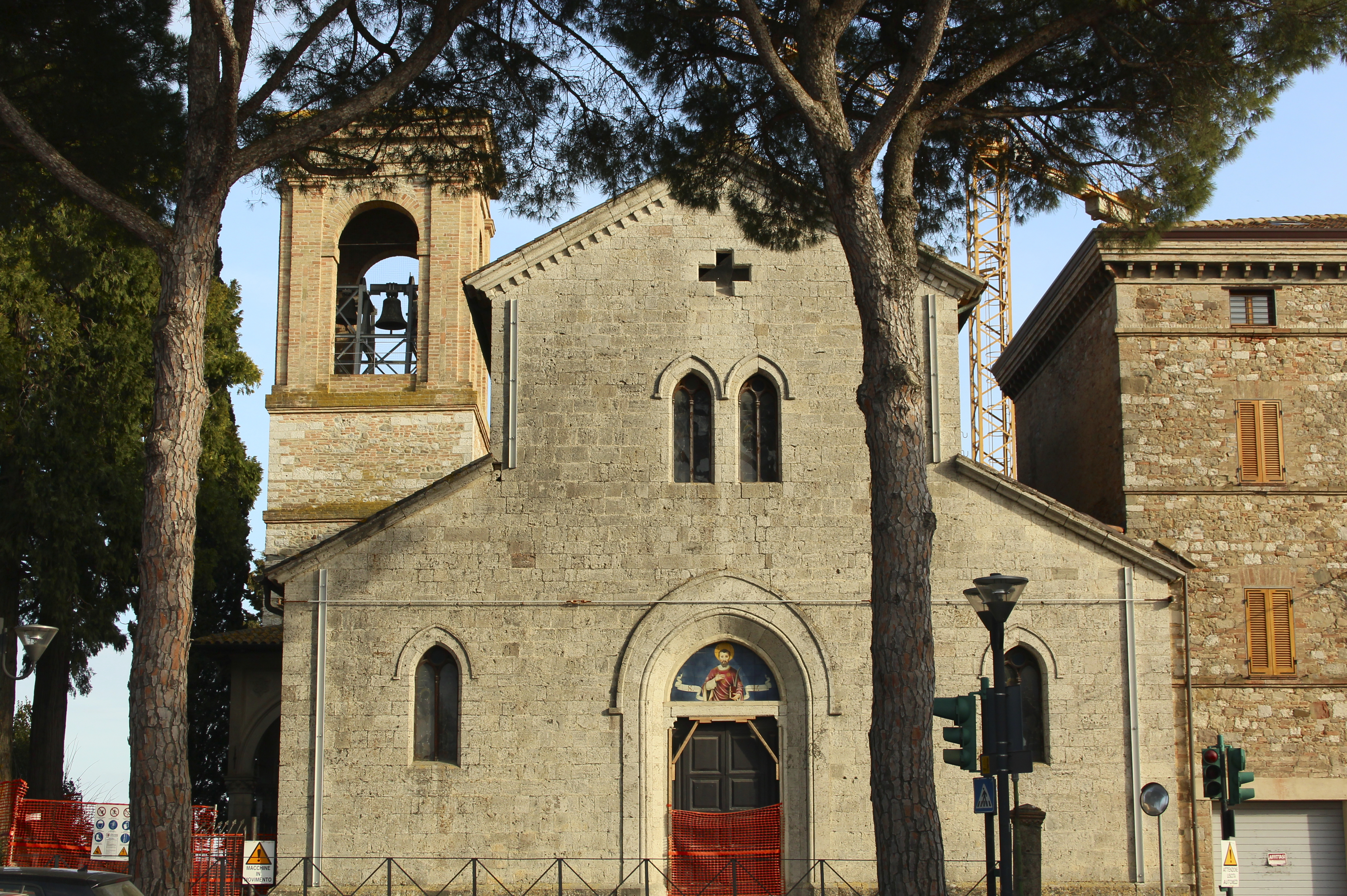
San Valentino della Collina.
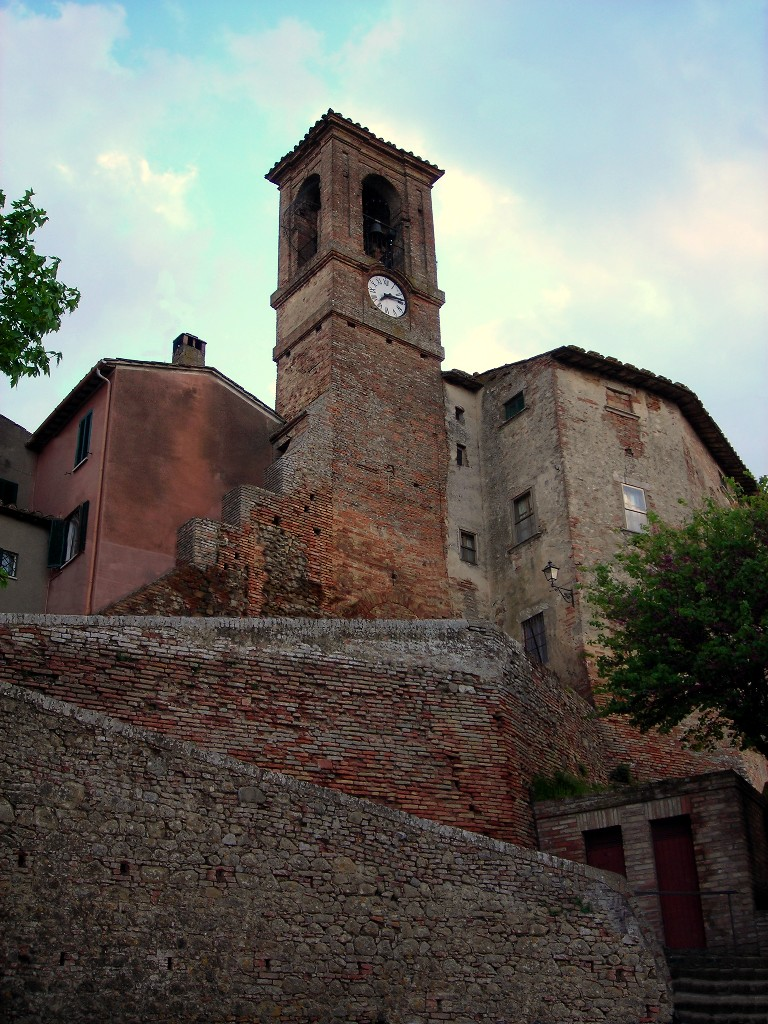
Castello delle Forme.
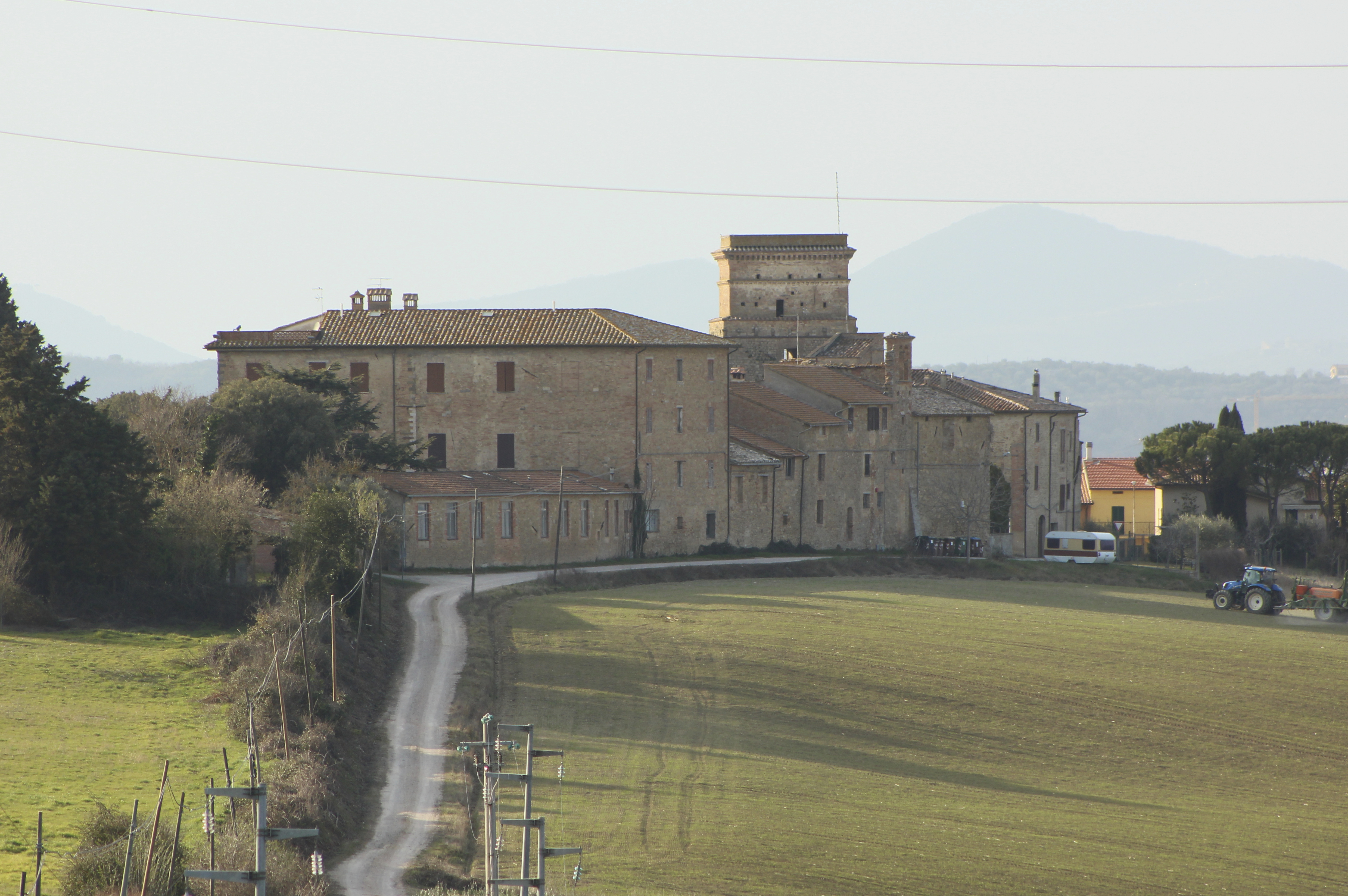
Sant'Elena.
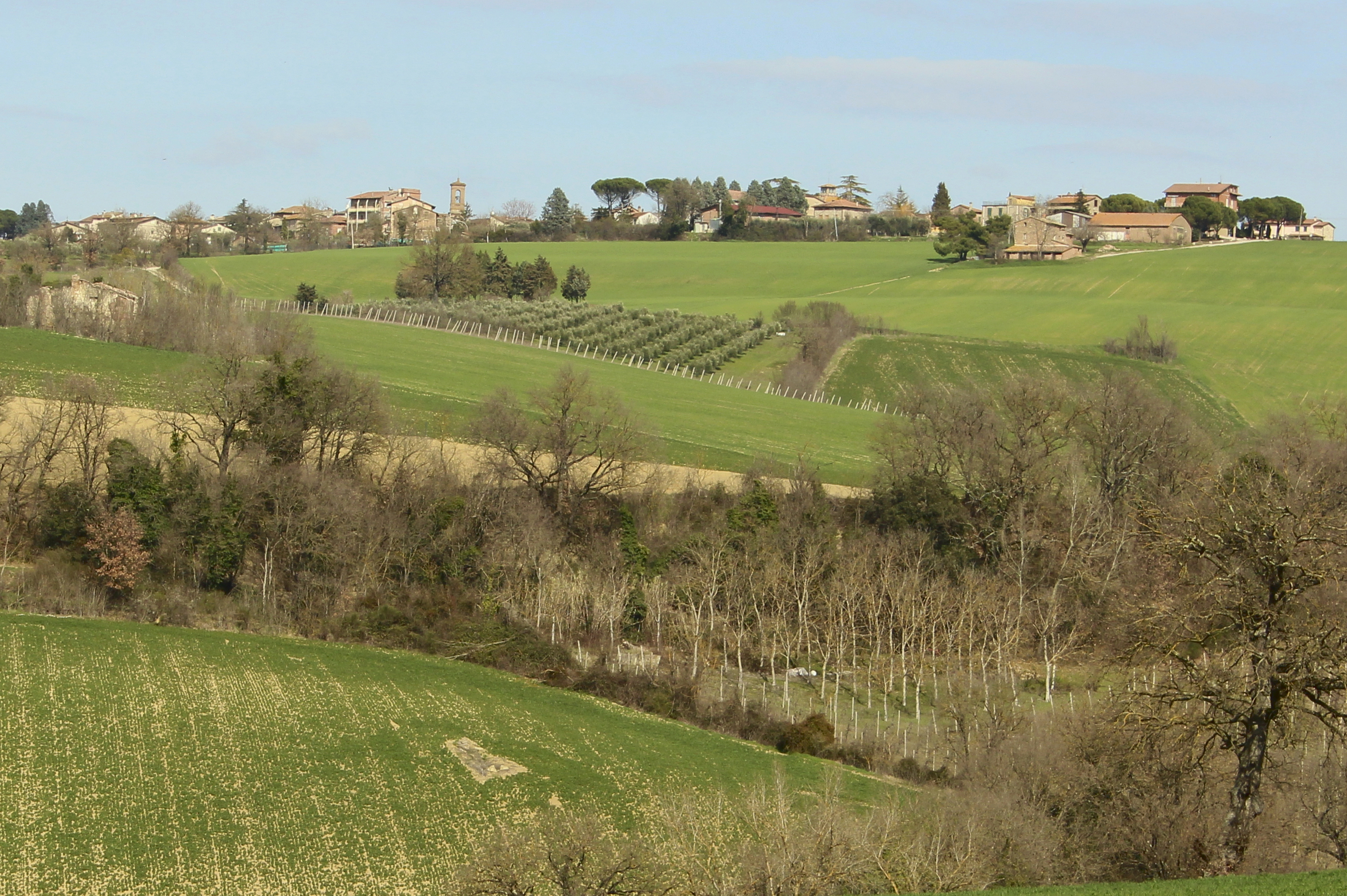
Cerqueto.

### Il capoluogo e la periferia
Il capoluogo Marsciano conta 12 795 abitanti, comprendendo il centro storico, i quartieri di Ammeto, Cerro, Schiavo, Tripoli e Via Larga e alcune abitazioni presenti prima del ponte sul Calvana, che delimita il confine naturale con il comune di San Venanzo. 
| POS. | Quartiere (o rione) | Residenti | Superficie | Densità |
| ---- | ------------------- | --------- | ---------- | ------- |
| 1    | Marsciano Vecchia   | 4.427     | 7,5        | 590,3   |
| 2    | Ammeto              | 2.945     | 4,2        | 701,2   |
| 3    | Via Larga           | 2.050     | 3,7        | 554,0   |
| 4    | Tripoli             | 1.113     | 3,6        | 309,2   |
| 5    | Schiavo             | 805       | 5,1        | 157,8   |
| 6    | Ponte               | 762       | 1,6        | 476,3   |
| 7    | Pallotta            | 373       | 1,1        | 339,1   |
| 8    | San Francesco       | 217       | 0,5        | 434,0   |
| 9    | Cerro               | 54        | 1,5        | 36,0    |
| 10   | Cascine             | 49        | 0,6        | 81,6    |
| 11   | Le Cantine          | 5         | 0,5        | 10,0    |
|      | Totale              | 12.795    | 29,6       | 432,3   |

#### Stranieri
Nel comune di Marsciano risiedono 2.748 stranieri (15,2% della popolazione), e le nazionalità più rappresentative sono:
- Romania, con 997 residenti.
- Marocco, con 468 residenti.
- Albania, con 197 residenti,
- Altre nazionalità, con 1.086 residenti.

## Economia
L'economia marscianese nel corso dei secoli si è basata su agricoltura ed allevamento. Fino al 1970 circa l'85% della popolazione era composta da mezzadri.Nel Secondo Novecento però, l'industria edile è divenuta preponderante nell'economia cittadina. Oltre alla fiorente industria anche la già trainante agricoltura è stata fondamentale per l'economia marscianese, soprattutto nelle vallate solcate dal Nestore e dal Tevere. Le colture maggiori sono:Tabacco, vite, olivo, cereali e ortaggi-frutteti (in particolare della tipica Pesca Marscianese, di dimensioni grandi e dal forte sapore dolce, a polpa bianca). I prodotti agricoli, abbondanti e con qualità elevata, fanno di Marsciano uno dei maggiori centri produttivi della regione, tanto che fino alla fine del Secolo era presente il Molino Popolare Marscianese. Tra le attività economiche più tradizionali, e appartenenti a epoche ormai remote vi sono quelle artigianali, come la lavorazione del lino, finalizzata alla realizzazione di tele caratterizzate da figure e temi presi dalla tradizione.

### Cucina
La cucina marscianese vanta un incrocio di tradizioni tra il ternano e il perugino. Molto apprezzata la cacciagione, con la Palomba alla Ghiotta ed il Cinghiale con il ragù in particolare, la tradizione culinaria vanta anche le cialde fatte con appositi ferri disegnati da fabbri. 

## Amministrazione
L'amministrazione comunale prima dell'avvento del fascismo era in mano alla Sinistra storica; salda al potere fino al 1922. Dal 1926, con la proclamazione delle leggi fascistissime venne soppressa la figura del sindaco; quindi fino alla caduta del regime fascista i gerarchi nominarono i podestà. Invece, l'amministrazione durante la Prima Repubblica (1946-1994) è stata sempre salda nelle mani del Partito Comunista Italiano, sempre al governo fino alla dissoluzione del 1991. Dopo la Liberazione dal Nazifascismo (17 giugno 1944) Domenico Briziarelli venne nominato sindaco dal Comitato di Liberazione Nazionale della cittadina appena liberata dall'oppressione tedesca. Alle prime elezioni democratiche tenutasi il 6 ottobre 1946, in cui anche le donne poterono votare per la prima volta, venne eletto il medico socialista Adolfo Bolli, che sostituì il collega Briziarelli, arrestato per motivi di ordine pubblico dopo un comizio. Nel 1949, invece, l'allora sindaco Adolfo Bolli venne incarcerato per avvenimenti accaduti durante la dittatura fascista. Domenico Briziarelli, che nel frattempo era stato liberato, lo sostituì per circa un anno; quando furono indette nuove elezioni. 

### Sindaci
Dal 1944 i sindaci eletti sono i seguenti:
| Nº                      | Primo cittadino         | Primo cittadino         | Primo cittadino          | Mandato                 | Mandato                 | Partito                                                           | Giunta                                                             | Coalizione                        | Carica                                                  |
| Nº                      | Primo cittadino         | Primo cittadino         | Primo cittadino          | Inizio                  | Fine                    | Partito                                                           | Giunta                                                             | Coalizione                        | Carica                                                  |
| Sindaci eletti dal 1944 | Sindaci eletti dal 1944 | Sindaci eletti dal 1944 | Sindaci eletti dal 1944  | Sindaci eletti dal 1944 | Sindaci eletti dal 1944 | Sindaci eletti dal 1944                                           | Sindaci eletti dal 1944                                            | Sindaci eletti dal 1944           | Sindaci eletti dal 1944                                 |
| ----------------------- | ----------------------- | ----------------------- | ------------------------ | ----------------------- | ----------------------- | ----------------------------------------------------------------- | ------------------------------------------------------------------ | --------------------------------- | ------------------------------------------------------- |
| 1                       |                         |                         | Domenico Briziarelli     | 21 giugno 1944          | 5 ottobre 1946          | Partito Socialista d'unità proletaria                             | PSI-PCI-DC-PLI                                                     | Comitato di Liberazione Nazionale | Sindaco nominato dal CLN.                               |
| 2                       |                         |                         | Adolfo Bolli             | 6 ottobre 1946          | 17 luglio 1949          | Partito Socialista d'unità proletaria                             | PSI-PCI                                                            | Sinistra                          | Sindaco eletto con il 78,02% dei voti. (I turno)        |
|                         |                         |                         | Domenico Briziarelli     | 18 luglio 1949          | 9 luglio 1950           | Partito Socialista Italiano                                       | PSI-PCI                                                            | Sinistra                          | Sindaco sostitutore di Adolfo Bolli.                    |
| 3                       |                         |                         | Renato Soccolini         | 10 luglio 1950          | 23 giugno 1955          | Partito Comunista Italiano                                        | PCI                                                                | Sinistra                          | Sindaco eletto con il 86,71% dei voti. (I turno)        |
|                         |                         |                         | Renato Soccolini         | 24 giugno 1955          | 5 giugno 1960           | Partito Comunista Italiano                                        | PCI                                                                | Sinistra                          | Sindaco confermato con il 87,92% dei voti. (I turno)    |
|                         |                         |                         | Renato Soccolini         | 6 giugno 1960           | 12 giugno 1965          | Partito Comunista Italiano                                        | PCI                                                                | Sinistra                          | Sindaco ri-confermato con il 85,87% dei voti. (I turno) |
|                         |                         |                         | Renato Soccolini         | 13 giugno 1965          | 2 giugno 1970           | Partito Comunista Italiano                                        | PCI                                                                | Sinistra                          | Sindaco ri-confermato con il 90,41% dei voti. (I turno) |
| 4                       |                         |                         | Franco Subicini          | 3 giugno 1970           | 12 giugno 1975          | Partito Comunista Italiano                                        | PCI-Comunisti per Marsciano                                        | Sinistra                          | Sindaco eletto con il 79,71% dei voti. (I turno)        |
|                         |                         |                         | Franco Subicini          | 13 giugno 1975          | 9 giugno 1980           | Partito Comunista Italiano                                        | PCI-PdUP                                                           | Sinistra                          | Sindaco confermato con il 74,56% dei voti. (I turno)    |
| 5                       |                         |                         | Luciano Capuccelli       | 10 giugno 1980          | 25 giugno 1985          | Partito Comunista Italiano                                        | PCI-PdUP                                                           | Sinistra                          | Sindaco eletto con il 84,02% dei voti. (I turno)        |
|                         |                         |                         | Luciano Capuccelli       | 26 giugno 1985          | 11 luglio 1990          | Partito Comunista Italiano                                        | PCI-DP                                                             | Sinistra                          | Sindaco confermato con il 72,56% dei voti. (I turno)    |
| 6                       |                         |                         | Mario Tiberi             | 12 luglio 1990          | 23 aprile 1995          | Partito Comunista Italiano - Partito della Rifondazione Comunista | PCI-Marsciano che Vogliamo                                         | Sinistra                          | Sindaco eletto con il 63,11% dei voti. (I turno)        |
|                         |                         |                         | Mario Tiberi             | 24 aprile 1995          | 26 giugno 1999          | Partito della Rifondazione Comunista                              | PRC-Marsciano che Vogliamo-Unione Democratica                      | Sinistra                          | Sindaco confermato con il 60,98% dei voti. (I turno)    |
| 7                       |                         |                         | Gianfranco Chiacchieroni | 27 giugno 1999          | 13 giugno 2004          | Democratici di Sinistra                                           | DS-SDI-SDU                                                         | Sinistra                          | Sindaco eletto con il 55,23% dei voti. (II turno)       |
|                         |                         |                         | Gianfranco Chiacchieroni | 14 giugno 2004          | 22 giugno 2009          | Democratici di Sinistra - Partito Democratico                     | DS-PRC-SDI-IDV-La Margherita-FDV-Proposta Marsciano                | Sinistra                          | Sindaco confermato con il 82,44% dei voti. (I turno)    |
| 8                       |                         |                         | Alfio Todini             | 23 giugno 2009          | 9 giugno 2014           | Partito Democratico                                               | PD-SEL                                                             | centro-sinistra                   | Sindaco eletto con il 52,93% dei voti. (II turno)       |
|                         |                         |                         | Alfio Todini             | 10 giugno 2014          | 9 giugno 2019           | Partito Democratico                                               | PD-Sinistra e Socialisti per Marsciano-Proposta Marsciano          | centro-sinistra                   | Sindaco confermato con il 53,38% dei voti. (II turno)   |
| 9                       |                         |                         | Francesca Mele           | 10 giugno 2019          | 9 giugno 2024           | Lega                                                              | LN-FI-FDI-Unione Civica per il Cambiamento                         | centro-destra                     | Sindaco eletto con il 63,30% dei voti. (II turno)       |
| 10                      |                         |                         | Michele Moretti          | 10 giugno 2024          | "in carica"             | Partito Democratico                                               | PD-Moretti Sindaco 2024-Altra Marsciano-M5S Marsciano Progressista | centro-sinistra                   | Sindaco eletto con il 51,65% dei voti. (I turno)        |

### Sede municipale
La sede del Comune di Marsciano e del Consiglio Comunale è ubicata in Largo Garibaldi,1.

#### Ballottaggi verificati dal 1995
Di seguito i candidati sindaco sconfitti ai ballottaggi verificati dal 1995:
| Elezione               |  |  | Candidato        | Partito                              | Note                             |
| ---------------------- |  |  | ---------------- | ------------------------------------ | -------------------------------- |
| Elezioni comunali 1999 |  |  | Massimo Di Mario | Partito della Rifondazione Comunista | Sconfitto con il 44,77% dei voti |
| Elezioni comunali 2009 |  |  | Sabatino Ranieri | Partito della Rifondazione Comunista | Sconfitto con il 47,07% dei voti |
| Elezioni comunali 2014 |  |  | Sabatino Ranieri | Marsciano Democratica                | Sconfitto con il 46,62% dei voti |
| Elezioni comunali 2019 |  |  | Stefano Massoli  | Partito Democratico                  | Sconfitto con il 36,70% dei voti |

### Seggi elettorali (19 sezioni)
- Marsciano centro (n. 1-2-3-4-5), comprendente i rioni di Via Larga, Tripoli, Ponte, San Francesco, Pallotta e Le Cantine.
- Ammeto (n. 6-7)
- Schiavo (n. 8) comprendente il rione Cerro.
- Papiano (n. 9) comprendente Papiano Stazione e contrada Caprareccia.
- Cerqueto (n. 10) comprendente Morcella e Sant'Elena.
- Castello delle Forme (n. 11)
- San Valentino della Collina (n. 12) comprendente Olmeto.
- Villanova (n. 13)
- Badiola (n. 14)
- Spina (n. 15) comprendente Monte Vibiano Vecchio, Mercatello e Sant'Apollinare.
- Compignano (n. 16)
- San Biagio della Valle (n. 17)
- Castiglione della Valle (n. 18)
- Migliano (n. 19)

### Gemellaggi
- Tremblay-en-France, dal 1982 (sindaco Luciano Capuccelli).
- Orosei, dal 1985 (sindaco Luciano Capuccelli).
- Loropéni, dal 1987 (sindaco Luciano Capuccelli).
- Jablonec nad Nisou, dal 1998 (sindaco Mario Tiberi).

### Politica
Marsciano è stata una "roccaforte rossa" dal 1944 al 2019. È stata governata dalla sinistra o dal centro-sinistra (Partito Socialista d'unità Proletaria, Partito Comunista Italiano, Partito della Rifondazione Comunista, Partito Democratico della Sinistra, Democratici di Sinistra e Partito Democratico). Nel corso del Secondo Novecento il PCI ha raggiunto più volte il 90% o poco al di sotto di tale percentuale. Dal 1946 al 1999 non è mai servito il 2º turno (ballottaggio) per eleggere il primo cittadino marscianese. Renato Soccolini, che governò per 20 anni (4 mandati) fu tra i sindaci più amati dalla cittadinanza. Franco Subicini e Luciano Capuccelli, entrambi in carica per 10 anni (2 mandati) vinsero anch'essi con largo consenso. Nonostante la dissoluzione della tradizione comunista Mario Tiberi (PRC) vinse nettamente nel 1990 e nel 1995; spesso la contesa elettorale è stata tra centro-sinistra e sinistra radicale, come nel 1999, quando al primo ballottaggio della storia marscianese Gianfranco Chiacchieroni (DS) vinse con il 55,23% ai danni di Massimo Di Mario (PRC). Nel 2004 il sindaco uscente Chiacchieroni si affermò in maniera netta al 1º turno con l'82,44% dei voti contro lo sfidante Marco Regni (AN). Nel 2009 è subentrato Alfio Todini, esponente del PD, vincente al ballottaggio con il 52,93% dei voti ai danni di Sabatino Ranieri (PRC). Il 9 giugno 2014 il sindaco uscente Todini ha vinto, sempre al ballottaggio, ai danni dello stesso Ranieri (Marsciano Democratica), con il 53,38% dei consensi. Il 9 giugno 2019 con la vittoria al ballottaggio della leghista Francesca Mele, che con il 63,30% dei voti supera Stefano Massoli (Partito Democratico) che ha ottenuto il 36,70% dei consensi, il centro-destra conquista Marsciano per la prima volta dopo essere stato sempre in minoranza; e per la prima volta dal 1944 la sinistra o centro-sinistra finisce all'opposizione dopo aver amministrato il comune per 75 anni. Il 9 giugno 2024, tuttavia, il centro-sinistra guidato da Michele Moretti (PD), torna immediatamente a governare Marsciano vincendo al 1º turno (dopo 20 anni). L'attuale giunta comunale è composta dal Partito Democratico, da Altra Marsciano, dai M5S-Un Patto Avanti Progressisti per Marsciano, e dalla Lista Civica Moretti Sindaco 2024. La coalizione ha ottenuto il 51,65% (5.069 voti) superando il sindaco uscente Francesca Mele, che ha ottenuto il 40,05% (4.003 voti); quindi per la prima volta a Marsciano il sindaco uscente non viene riconfermato.

## Sport
Maggior società calcistica del comune è la ASD Nestor Calcio Marsciano, fondata nel 1904 e vantante quale maggior successo una partecipazione alla Serie D e 23 partecipazioni al campionato di Eccellenza Umbra; attualmente milita nel campionato di Promozione Umbra. In Serie D è riuscita ad arrivare anche l'ASD Villabiagio, rappresentante le frazioni di Villanova e San Biagio della Valle, fondata nel 2001 e sciolta nell'estate 2018. Altri club dilettantistici marscianesi sono: ASD Papiano 1965, ASPD Spina, ASD Castello delle Forme (prima categoria), ASD Via Larga Marsciano (seconda categoria). Fino al 2019 era attivo anche l'ASD Ammeto. Il futsal è invece appannaggio della Nestor Calcio a 5 (ex Osma calcio a 5) militante nella serie C2 regionale. 
La Nestor Calcio, in collaborazione con la società del Monte Castello Vibio, nel 2021, ha creato una squadra di calcio ad 11 femminile. Attualmente quest'ultima milita nel campionato di Eccellenza femminile regionale.
Per quanto concerne la pallacanestro, la sola squadra del comune è l'A.S.D. Nestor Basket Marsciano, di tradizione unicamente dilettantistica; stesso dicasi per la pallavolo femminile, rappresentata dal club Pallavolo Media Umbria Marsciano.
Sono presenti nel territorio municipale anche club di arti marziali, ciclismo e ginnastica artistica.